# Christianisme
Le christianisme est une religion abrahamique, originaire du Proche-Orient, fondée sur l'enseignement, la personne et la vie de Jésus de Nazareth, tels qu'interprétés à partir du Nouveau Testament. Il s'agit d'une religion du salut considérant Jésus-Christ comme le Messie annoncé par les prophètes de l'Ancien Testament. La foi en la résurrection de Jésus est au cœur du christianisme car elle signifie le début d'un espoir d'éternité libéré du mal et de la souffrance.
Les premières communautés chrétiennes naissent au Ier siècle en Terre sainte et dans les grandes villes de la diaspora juive telles que Rome, Éphèse, Antioche et Alexandrie. Le christianisme se développe à partir du IIe siècle dans l'Empire romain, dont il devient la religion officielle à la fin du IVe siècle, mais aussi en Perse, en Inde et en Éthiopie. Au Moyen Âge, le christianisme devient majoritaire en Europe, tandis qu'il s'amenuise face à l'islam au Proche-Orient. Il est devenu la religion la plus importante de la planète en raison de son expansion en Amérique à partir du XVIe siècle et en Afrique depuis le XXe siècle. Il est actuellement présent dans tous les pays. En 2021, le nombre total de chrétiens dans le monde est évalué à 2,546 milliards, ce qui en fait la religion comptant le plus de fidèles, devant l'islam (avec 1,926 milliard de musulmans) et l'hindouisme (avec 1,074 milliard d'hindous).
Les Églises chrétiennes sont regroupées en différentes branches, dont les principales sont le catholicisme, le christianisme orthodoxe et le protestantisme (avec sa branche évangélique) représentant respectivement 51 %, 11 % et 37 % du total des chrétiens en 2017.

## Étymologie

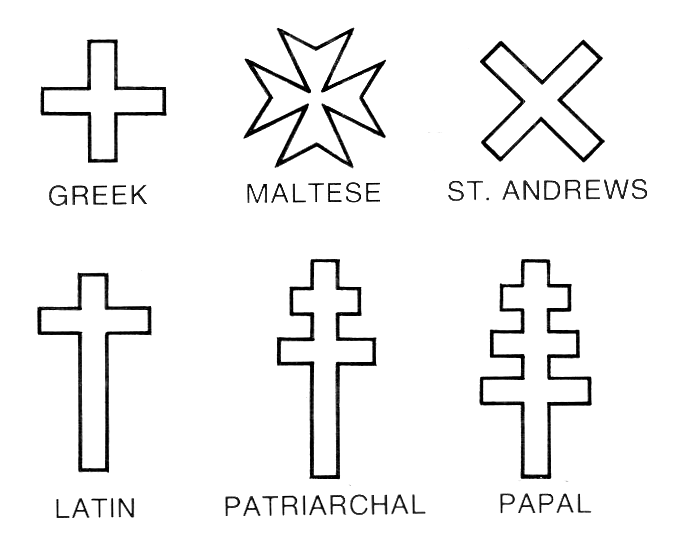
La croix est le principal symbole du christianisme.

Le nom « christianisme » vient du mot grec Χριστός, Khristós, qui traduit l'hébreu Messie, מָשִׁיחַ - mashia'h (« celui qui a reçu l'onction »). Ce mot, originellement appliqué à différents personnages de la Bible (prophètes et rois), désigne, dans le judaïsme tardif, un personnage qui viendra à la fin des temps restaurer la royauté de Dieu en Israël. Le nom de Jésus-Christ a été donné par les chrétiens à Jésus, qu'ils considèrent comme étant le Messie prophétisé dans l'Ancien Testament.
Le mot Χριστιανός (Khristianós, chrétien) n'est pas utilisé par les Évangiles pour désigner les disciples de Jésus. Les Actes des Apôtres (11:26) indiquent que le nom de « chrétien », dérivé de « Christ », signifiant « partisan du Christ », fut attribué aux disciples de Jésus de Nazareth à Antioche, en Syrie antique, qui était à l'époque une ville de langue grecque. Les chrétiens ont rapidement adopté cette désignation pour eux-mêmes (Actes 26:28 ; 1 Pierre 4:16).
L'emploi le plus ancien du terme Χρῑστῐᾱνισμός (Khrīstiānismós, christianisme) se trouve dans la lettre de l'évêque syrien Ignace d'Antioche aux Magnésiens à la fin du Ier siècle.

## Croyances
Le fondement historique du christianisme est la foi en Jésus-Christ, Messie et Fils de Dieu, sa crucifixion et résurrection, ce qui est appelé kérygme,,. La résurrection est pour les premiers chrétiens le « signe indubitable » de la divinité du Christ. Le christianisme est ainsi la religion de ceux qui croient en la divinité de Jésus, le Christ. La crucifixion et la résurrection montrent « la triomphante victoire sur les pouvoirs du mal ». La résurrection du Christ symbolise l'idée que l'homme peut faire confiance au Bien, s'engager pour le Bien : « Le Seigneur est venu dans le monde (…) afin de détruire la tyrannie du mal et de libérer les hommes. (…) Par la mort, Il a détruit la mort, et réduit à rien celui qui avait le pouvoir de tuer ». La Résurrection signifie aussi que Jésus continue de vivre avec ses disciples qui, par la foi, vivent de sa présence.
Le plus ancien témoignage écrit du kérygme, le noyau de la foi chrétienne, se trouve exprimé dans la Première épître aux Corinthiens, ch. 15 : « Christ est mort pour nos péchés selon les Écritures, il a été enseveli, il est ressuscité le troisième jour selon les Écritures, il est apparu à Céphas puis aux douze ».
Des professions de foi (ou credo) sont venues préciser la foi chrétienne, la principale étant le symbole de Nicée-Constantinople. Ces professions de foi sont divisées en quatre parties. La première confirme la doctrine monothéiste du christianisme en stipulant qu'il n'y a qu'un seul Dieu qui est aussi le Créateur. La seconde partie énonce que Jésus-Christ est le fils unique de Dieu et qu'il a souffert, est mort, a été enseveli et est ressuscité avant de monter au ciel afin de juger les vivants et les morts. L'expression de fils relève de la continuité de la tradition biblique, mais les chrétiens proclament que c'est Dieu qui se révèle de façon unique en son fils Jésus-Christ. La troisième partie des professions de foi dit que l'Esprit saint, puissance agissante de Dieu, anime et sanctifie l’Église et, finalement, la quatrième partie énonce que Jésus-Christ a institué une Église sur Terre.

### Nouvelle lecture de l'Ancien Testament

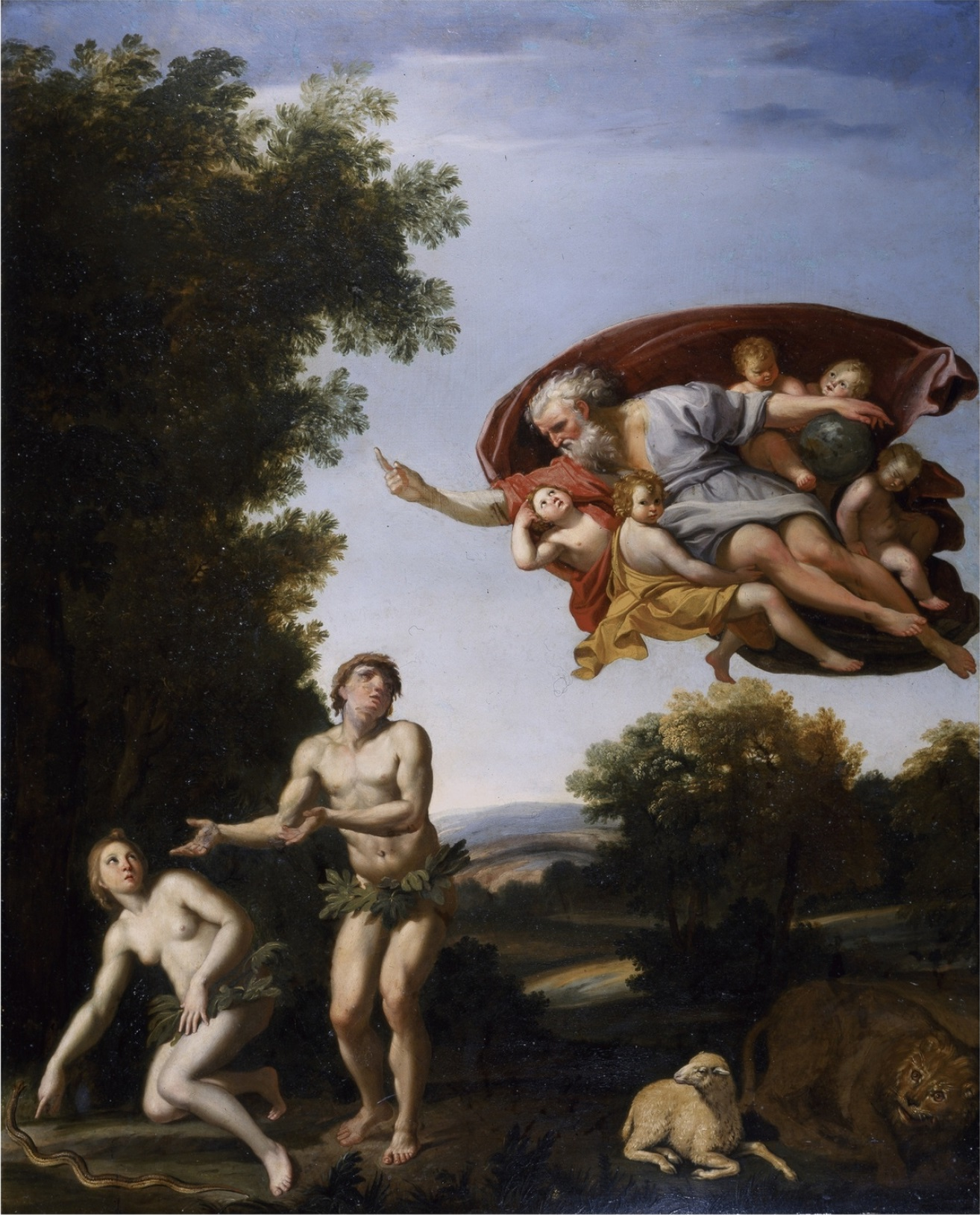
Le péché originel représenté par Le Dominiquin, Chatsworth House.

À la Bible hébraïque, qui correspond à ce que les chrétiens nomment l'Ancien Testament, les premiers siècles du christianisme ont adjoint le Nouveau Testament ; réunis, ces deux textes constituent la Bible chrétienne, qui présente quelques variantes selon les confessions, notamment les Livres deutérocanoniques. Le canon du Nouveau Testament est composé de 27 écrits : les quatre évangiles canoniques, les Actes des Apôtres, les épîtres de plusieurs apôtres aux premières communautés chrétiennes et l'Apocalypse ; il exclut de nombreux textes chrétiens apocryphes, parmi lesquels une douzaine d’évangiles. Il rejette en particulier celui de Thomas, qualifié de gnostique.
Dès le Ier siècle, le concile de Jérusalem dut se prononcer sur la continuité de la nouvelle foi avec la Torah. Les chrétiens précisent que le Nouveau Testament ne vient pas remplacer l'« Ancien » mais l'accomplir.
Marcion, vers 140, rejeta la présence de l'Ancien Testament dans le canon chrétien. Le marcionisme distingue le Dieu créateur de l'Ancien Testament du Dieu d'amour des écrits pauliniens. Ces idées furent condamnées par le presbyterium romain présidé par l'évêque Anicet en 144. La doctrine de Marcion resta cependant largement répandue dans tout le bassin méditerranéen pendant environ deux siècles. Elle laissera des traces dans les mentalités jusqu'à nos jours.
Irénée de Lyon affirme à la même époque que la Loi a été abrégée et non abrogée. Il bâtit une théologie de l'Histoire qui donne un sens à celle-ci, déterminé par le plan de Dieu, de la Création à l'Incarnation et dans l'attente du retour du Christ.
L'inculturation du christianisme dans la civilisation gréco-romaine est l'œuvre des Pères de l'Église vers la fin du IVe siècle. Nés pour la plupart dans des familles chrétiennes de l'élite locale, ils effectuent un travail de réappropriation de la Bible hébraïque, dont les citations abondent dans leurs ouvrages, associée à la philosophie grecque.

### Révélation de Dieu comme amour
« Dieu est l'Amour et rien d'autre ». Pour Hans Urs von Balthasar, cet énoncé constitue le cœur du discours chrétien sur Dieu : « Dieu interprété comme amour : en cela consiste l'idée chrétienne ». « En envoyant (…) son Fils unique et l'Esprit d'amour, Dieu révèle son secret le plus intime : il est Lui-même éternellement échange d'amour ». Benoît XVI ajoute : « "Dieu est amour : celui qui demeure dans l'amour demeure en Dieu et Dieu en lui" (1 Jn 4:16). Ces paroles de la Première lettre de saint Jean expriment avec une particulière clarté ce qui fait le centre de la foi chrétienne : l'image chrétienne de Dieu, ainsi que l'image de l'homme et de son chemin, qui en découle ».
Au sujet de la phrase « Dieu n'est qu'Amour », François Varillon écrit que « la toute-puissance de Dieu est la toute-puissance de l'amour » et que « l'infini de Dieu n'est pas un infini dans l'espace » mais « un amour qui n'a pas de limites ». En récapitulant les attributs de Dieu (toute-puissance, sagesse, beauté, infini), Varillon constate qu'ils ne sont autres que « les attributs de l'amour ». Il conclut : « L'amour n'est pas un attribut de Dieu parmi ses autres attributs mais les attributs de Dieu sont les attributs de l'amour ».
L'exclamation de Timothy Radcliffe est représentative : « Tout ce que j'ai écrit est, en un sens, un commentaire de ce que signifie aimer ».

### Morale chrétienne
Deux textes du Nouveau Testament sont fondamentaux pour la morale chrétienne : le Sermon sur la montagne dans l'Évangile selon Matthieu et l'Épître de Paul aux Romains ; ils furent longuement commentés par nombre de théologiens tels qu'Augustin d'Hippone ou Thomas d'Aquin. Le Sermon assigne au croyant des objectifs de perfection difficilement réalisables. Le péché, honni mais inévitable, est ainsi une notion centrale dans le christianisme.
En lien avec la morale chrétienne et à sa racine se trouvent les trois vertus théologales citées par Paul de Tarse que sont la foi, l'espérance et la charité.

### Doctrine sociale
Né dans la société romaine reposant sur l'esclavage, le christianisme proclame que les hommes sont frères dans la foi en Christ mais ne remet pas en cause l'ordre établi et prône l'obéissance des esclaves à leur maître.
Le christianisme privilégie la charité envers les pauvres et les malades ; dès le IVe siècle, l'organisation de la diaconie établit des listes de pauvres et consacre à leur entretien une part des revenus des églises. Le prêt à intérêt est donc interdit aux chrétiens par l'Église catholique comme contraire à cette notion.
Au XVIe siècle, Calvin remet en cause cet interdit, ce qui le fait parfois qualifier de père du capitalisme, mais s'il légitime le prêt d'investissement, il ne remet pas en cause l'obligation de gratuité du prêt d'assistance au prochain dans le besoin. À la même époque, des institutions catholiques fondent les premiers monts-de-piété.
Au XIXe siècle, les révoltes des ouvriers face à leur misère croissante amènent Frédéric Ozanam à fonder la société de Saint-Vincent-de-Paul pour l'aide aux pauvres,, début de l'action du catholicisme social. En 1891, l'encyclique Rerum novarum de Léon XIII établit les grands principes de la doctrine sociale de l'Église catholique.
En 1892, le pasteur et théologien baptiste américain Walter Rauschenbusch a formé l'association chrétienne non confessionnelle Fraternité du Royaume (anglais : Brotherhood of the Kingdom). Des pasteurs et dirigeants rejoindront l'organisation pour débattre et mettre en œuvre l'évangile social. En 1907, il publie le livre Le Christianisme et la Crise sociale (Christianity and the Social Crisis) qui influencera les actions de plusieurs acteurs du mouvement de l'évangile social,. En 1917, la publication du livre Une théologie pour l'Évangile social (A Theology for the Social Gospel) permettra de rallier à la cause de nombreuses églises protestantes et évangéliques.
Depuis les années 1960, la théologie de la libération remet en question cette aide traditionnelle aux pauvres ou charité, pour une « option préférentielle pour les pauvres » qui participe à leurs démarches d'émancipation.
En 2015, en réaction aux problèmes environnementaux rencontrés depuis les années 1970, et à l'occasion de la Conférence de Paris de 2015 sur les changements climatiques, le pape François publie l'encyclique Laudato si', « sur la sauvegarde de la maison commune ». Il s'inscrit dans un ensemble d'initiatives œcuméniques en faveur de la sauvegarde de la Création depuis les années 1980.

## Pratiques cultuelles

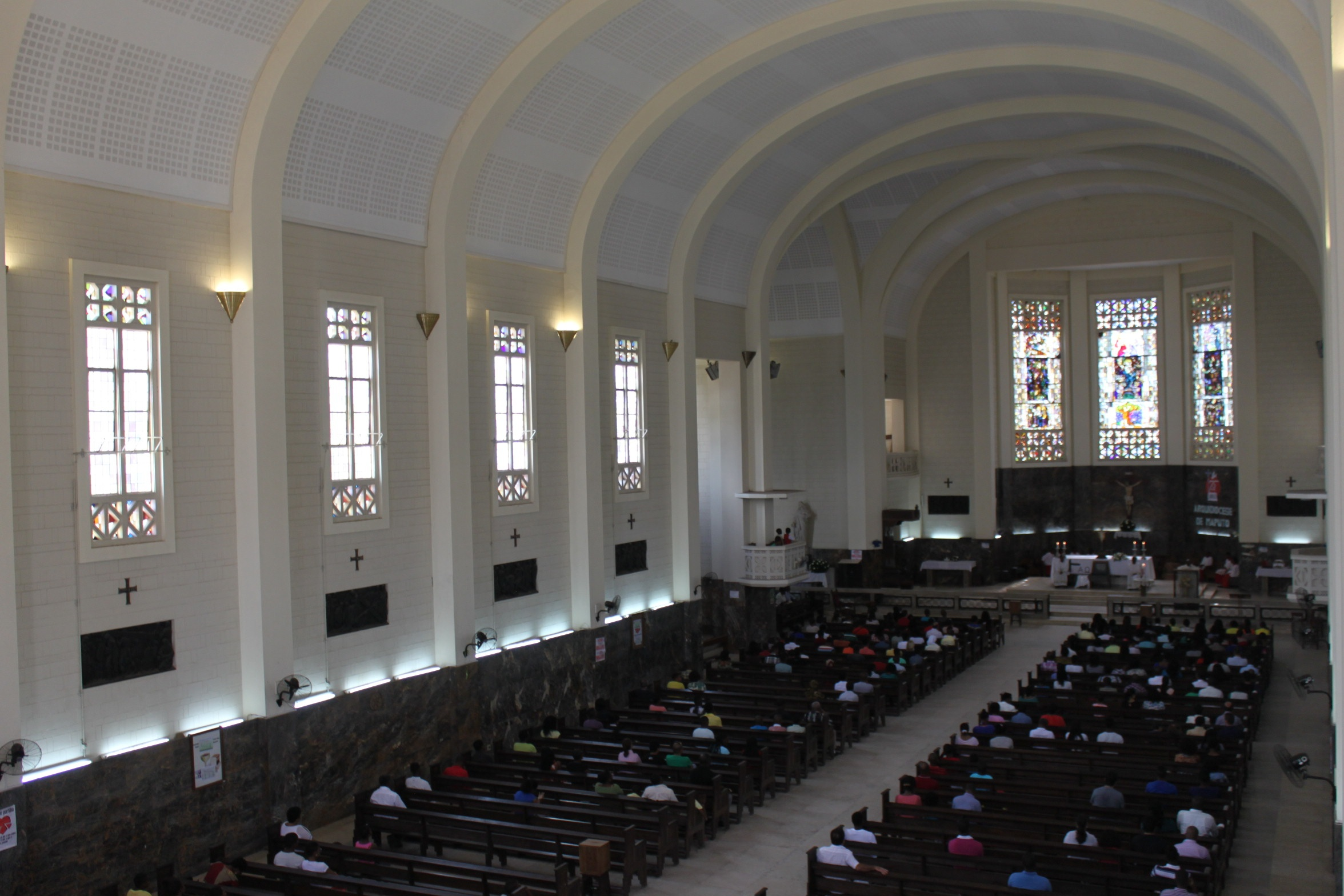
Service à la cathédrale Notre-Dame-de-l'Immaculée-Conception de Maputo, Église catholique au Mozambique.

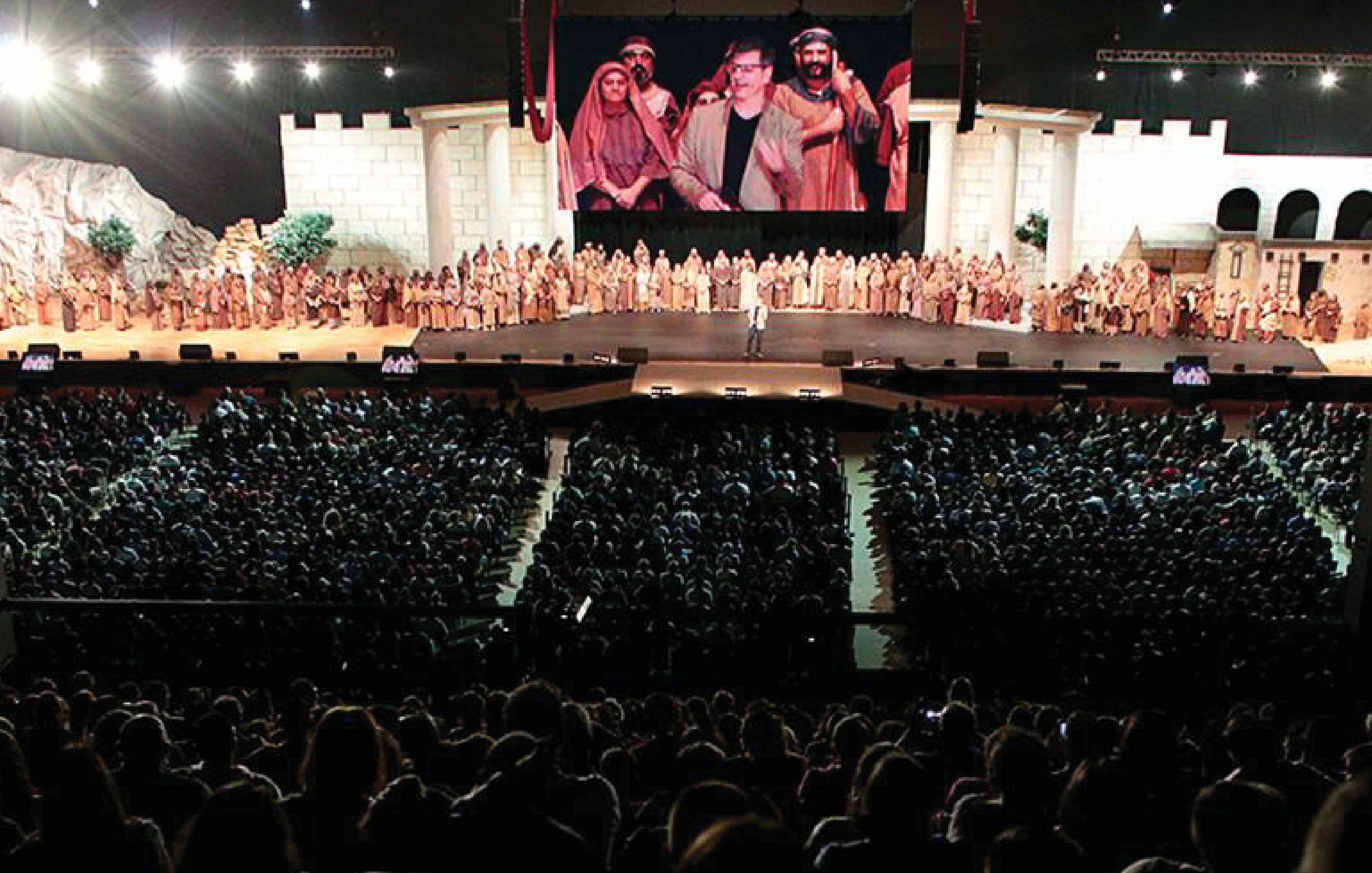
Service à l’Église de la cité de São José dos Campos, affiliée à la Convention baptiste brésilienne.

Les chrétiens se réunissent principalement le dimanche pour un service. Dans le catholicisme et le christianisme orthodoxe, le service est appelé messe,. Dans le protestantisme, le service est appelé culte.

### Lieux de culte
Les lieux de culte catholiques, orthodoxes et de certaines confessions chrétiennes protestantes sont appelés église ou cathédrale.
Les lieux de culte protestants sont généralement appelés « temple » ou « bâtiment (d'église) »,,,.

### Sacrements
Au sein du christianisme, les sacrements sont des rites cultuels. Deux sont pratiqués par presque toutes les confessions chrétiennes : le baptême et l'eucharistie, principalement parce que ce sont les deux gestes qui ont été institués par Jésus dans la Bible. Cependant, certaines confessions chrétiennes protestantes ne pratiquent aucun sacrement et les catholiques ainsi que les orthodoxes en pratiquent sept.
Les églises chrétiennes évangéliques utilisent majoritairement le terme « ordonnances », pour parler du baptême et de la communion.

#### Baptême

Baptême des enfants par effusion dans une église catholique, Venezuela.

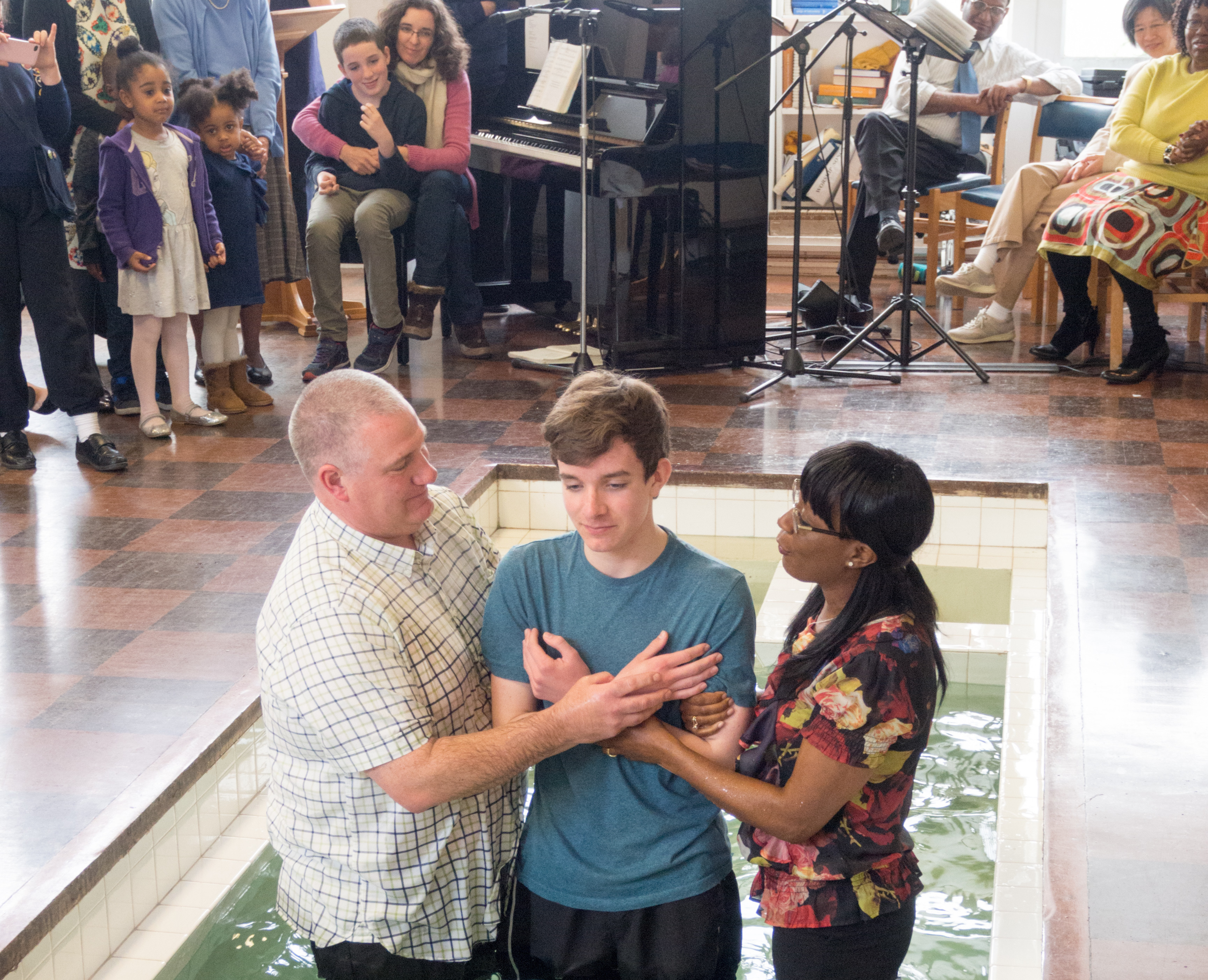
Baptême du croyant par immersion à la Northolt Park Baptist Church, dans le Grand Londres, Union baptiste de Grande-Bretagne.

Le baptême est un rite présent dans la quasi-totalité des Églises chrétiennes, à quelques exceptions près, comme les quakers. Baptême d'eau issu des rites de purification juifs, il prend pour modèle celui de Jésus par Jean le Baptiste ; il peut être pratiqué par immersion, par effusion ou par aspersion. Il symbolise l'entrée du croyant dans la communauté chrétienne ; dans certaines confessions il est pratiqué sur les jeunes enfants (pédobaptisme). Dans les églises évangéliques, le baptême du croyant est l'un des principaux signes de distinction d'avec les autres églises protestantes. En effet, pour la majorité des chrétiens évangéliques, le baptême du croyant, par immersion dans l'eau, survient après la nouvelle naissance.
Ce sacrement n'est en principe pas réitéré, mais les conditions de reconnaissance mutuelles du baptême entre confessions sont complexes : les Églises trinitaires ne reconnaissent que les baptêmes « au nom du Père, du Fils et du Saint-Esprit » tandis que les églises chrétiennes évangéliques adhérant à la doctrine de l’Église de professants ne considèrent pas le baptême des enfants comme valide et pratiquent une cérémonie appelée « présentation d'enfant » qui « remplace le baptême sans le remplacer » permettant aux parents d'exprimer dans la communauté leur désir d'élever leur enfant dans la foi chrétienne.

#### Eucharistie

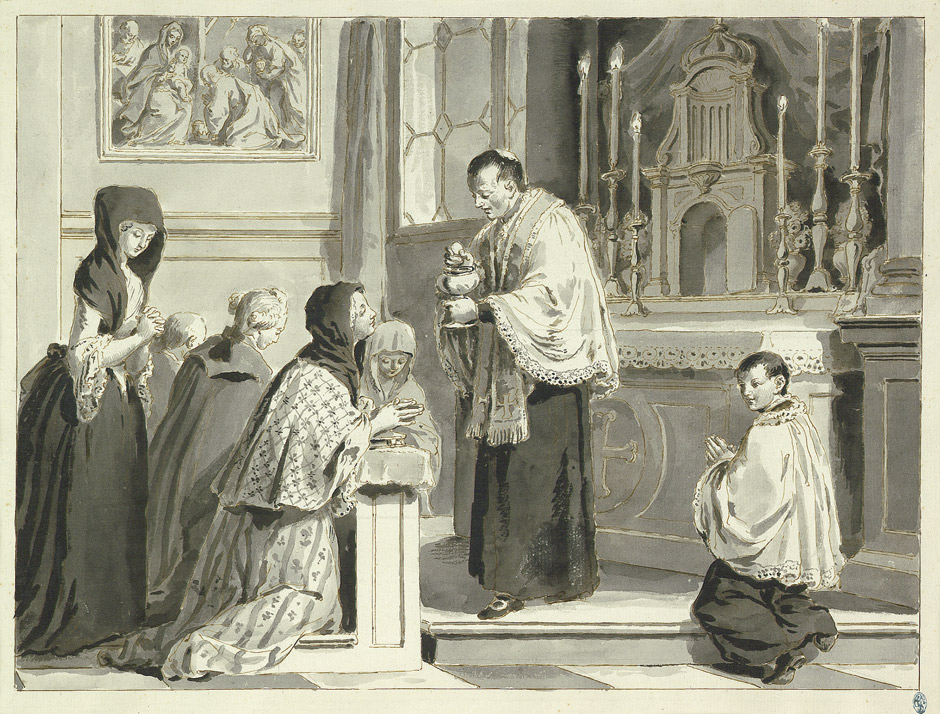
Distribution de la communion en dehors de la célébration de l'eucharistie (par Pietro Antonio Novelli).

L'eucharistie est le repas sacrificiel qui commémore la Cène, dernière Pâque de Jésus. Sa célébration est l'acte central du culte dans les différentes Églises.

#### Autres sacrements

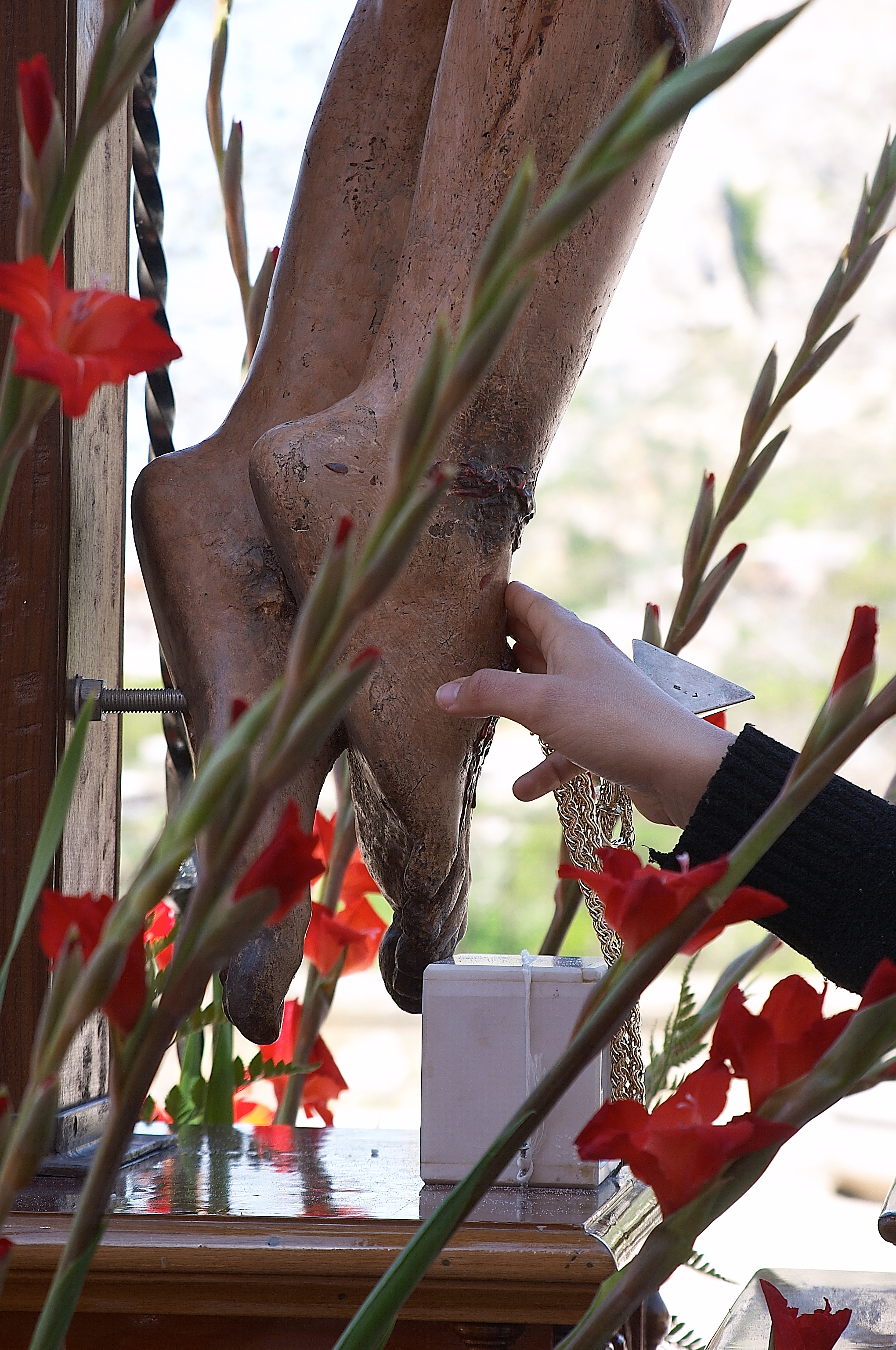
La dévotion au crucifix est une note chrétienne distinctive.

Les catholiques et les orthodoxes pratiquent sept sacrements comprenant, en plus du baptême et de l'eucharistie, la confirmation (ou la chrismation), l'ordination, la pénitence (ou la réconciliation), l'onction des malades et le mariage. C'est également le cas des orthodoxes orientaux, de plusieurs anglicans et de quelques luthériens.

### Calendrier liturgique
Pâques est la première fête célébrée dans les calendriers liturgiques chrétiens ; elle est attestée dès le IIe siècle. Elle commémore la dernière Cène, la Passion et la Résurrection du Christ, événements dont les quatre évangiles situent le déroulement lors des festivités de la Pâque juive à Jérusalem, le 14 Nissan du calendrier juif. Sa date fut fixée en 325 par le concile de Nicée au « dimanche qui suit le 14e jour de la Lune qui atteint cet âge le 21 mars ou immédiatement après ».
Le calendrier liturgique se constitua progressivement à partir du IVe siècle autour de la date de célébration de Pâques. C'est tout d'abord le triduum pascal, dont les deux jours qui précèdent le dimanche de Pâques deviennent un temps de jeûne, puis la célébration s'étendit à la semaine sainte dès 389. À partir de la fin du IVe siècle, elle fut précédée des 40 jours de jeûne du carême. Le temps pascal fut également étendu jusqu'à la Pentecôte, sept semaines après Pâques.
Le cycle des fêtes à dates fixes lié à Noël ne fut instauré qu'au Ve siècle, après que cette fête eut été fixée au 25 décembre pour remplacer la fête impériale de Sol Invictus.
La réforme du calendrier grégorien au XVIe siècle, adoptée pour corriger le décalage progressif du calendrier julien alors en usage, amena une différence dans le calcul de la date de Pâques entre le calendrier liturgique catholique et le calendrier liturgique orthodoxe, qui perdure de nos jours.

## Ministères

### Catholicisme
Dans le catholicisme, le ministère désigne principalement les membres du clergé, soit le diacre, le prêtre, l'évêque, le cardinal ou le pape, mais aussi des rôles attribuables à des laïcs tels que lecteur, acolyte.

### Protestantisme
Dans les Églises protestantes, et notamment réformées, il désigne les fidèles appelés à exercer un ministère, c'est-à-dire une fonction reconnue au service de l'Église locale ou nationale. Le ministère d’évêque avec des fonctions de surveillance sur un groupe de pasteurs est présent dans certaines confessions chrétiennes protestantes.
Dans le christianisme évangélique, les ministères évangéliques sont principalement ceux de pasteur, du diacre, du chantre et de l’évangéliste. D’autres ministères peuvent également être présents, tel que celui d’ancien avec des fonctions similaires à celles du pasteur. Le ministère d’évêque avec des fonctions de surveillance sur un groupe de pasteurs est présent dans certaines confessions chrétiennes évangéliques. Dans certaines églises du mouvement de la nouvelle réforme apostolique, il y a la présence de cinq ministères : ceux d'apôtre, prophète, évangéliste, pasteur, enseignant.

## Histoire

### Origines juives du christianisme
Le christianisme s'est développé à partir du Ier siècle dans le contexte des communautés juives du Moyen-Orient et en particulier des communautés juives hellénisées : c’est à Jérusalem que se crée la première communauté chrétienne, et à Antioche que le nom de « chrétiens » est donné pour la première fois aux disciples de Jésus ; ce sont les villes de Syrie romaine, Césarée et Damas, qui abritent les premières communautés hors de Jérusalem.
Jésus est la figure fondatrice du christianisme mais certains s'interrogent sur son rôle historique de fondateur. D'après les Évangiles, Jésus « n'est pas venu abolir la Loi, mais l’accomplir ». Sa perspective est donc celle d'un accomplissement de la foi juive, dans une interprétation particulière à Jésus lui-même, et non la création d'une nouvelle religion. Si le salut est apporté à tous, c'est d'abord aux siens, « aux brebis perdues d'Israël », qu'il réserve le privilège de son enseignement. Jésus et tout le groupe primitif des apôtres et des femmes, qui le suivaient, étaient juifs ainsi que la plupart de ses interlocuteurs, à quelques exceptions près et désignées comme telles, comme le centurion romain de Capharnaüm ou la femme samaritaine. Il apporte aussi une nouveauté radicale au judaïsme : lui-même, se substitue à la Torah.

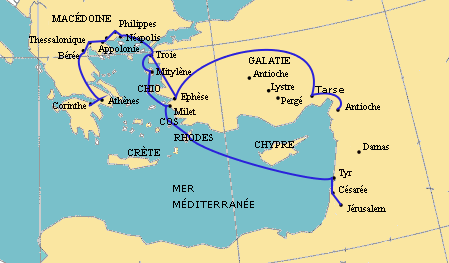
Carte du voyage missionnaire que Paul de Tarse effectue vers 54-58.

À l'exemple de la diversité régnant dans le judaïsme (sadducéens, pharisiens, esséniens), le paléochristianisme couvre différentes communautés, dont la communauté judéo-chrétienne de Jérusalem autour de Jacques, frère de Jésus, appartenant au judaïsme mais reconnaissant le messianisme de Jésus et vivant dans l'attente du Royaume de Dieu, et les communautés fondées par Paul ou Pierre dans le sillage des hellénistes, en Asie, en Grèce et à Rome, qui permirent l'ouverture aux Gentils (notamment après la rupture entre Paul et l'Église de Jérusalem en 48/49), et un début de divergence théologique (centralité et prééminence de la croix sur la Loi, et de la foi sur les œuvres).
Selon une tradition rapportée par la littérature patristique, à la suite d'un oracle, l'Église de Jérusalem quitta la Ville sainte au moment de la Grande révolte juive de 66, pour s'installer dans la cité païenne de Pella (Tabaqat Fahil en Jordanie). De Pella, ces chrétiens sont retournés plus tard à Jérusalem, où ils demeurèrent jusqu’à la révolte de Bar Kokhba (132-135/6).
Dans le même temps, le judaïsme évolue vers un judaïsme rabbinique qui prolonge le pharisianisme après la chute du Temple (70).
La divergence avec le judaïsme s’accéléra au tournant du Ier siècle sans que des événements marquants permettent de situer clairement cette séparation. Pour d'aucuns, le christianisme naît avec la reformulation de la Birkat haMinim (la 12e bénédiction de l'Amida) ; pour d'autres, il commence au tournant du IIe – IIIe siècle avec l'établissement d'un canon pour le Nouveau Testament, pères apologètes, début d'une théologie chrétienne en contact avec la philosophie grecque,. Au début du IIe siècle, les épîtres d'Ignace d'Antioche préfigurent en Asie Mineure l'organisation d'un épiscopat monarchique caractérisé par une hiérarchie à trois niveaux (évêque, prêtre, diacre).
Pour Bernard Pouderon, les Pères apostoliques qui étaient des évêques ont été reconnus par les premiers chrétiens comme des guides parce qu'ils respectaient le triple critère d'ancienneté, de moralité et d'orthodoxie. La doctrine qui se dégage chez eux peut se décliner de la manière suivante : Un seul Dieu, celui d'Abraham, d'Isaac et de Jacob proclamé en trois figures ou personnes. Un Dieu Père. Un seul Seigneur Jésus-Christ, fils de Dieu incarné dans le sein d'une vierge, mort crucifié et ressuscité, à la fois Dieu et homme, instrument du Père dans la création. Un seul Esprit ayant parlé par les prophètes, par qui s'est réalisée l'incarnation du Fils, et qui habite dans l'homme racheté. Un seul baptême. Une seule règle, l'amour de Dieu et du prochain en retour de l'amour de Dieu pour les hommes. Une seule Église, corps spirituel de Jésus Christ, et en son sein un seul baptême. Une seule espérance, celle de la résurrection et de la vie auprès de Dieu.
Dans l'Empire romain, les autorités ne font pas, au début, une différence très nette entre juifs et chrétiens, ces derniers n'étant qu'une secte juive parmi d'autres, jusqu'à ce qu'ils commencent à être accusés de troubles à l'ordre public.

### Religion de l'Empire romain
- Expansion du christianisme en 325.
- Expansion du christianisme en 600

Expansion du christianisme en 325.
Expansion du christianisme en 600.

Le christianisme est né dans la partie orientale de l'Empire romain, où se trouvait le plus grand nombre de chrétiens dans les premiers siècles.
Cependant, le christianisme se développa à l'extérieur, dans l'Empire parthe (Mésopotamie, Perse) mais aussi en Éthiopie et en Inde, où la diaspora juive était présente. En dehors de l'Empire romain, les chrétiens s'organisèrent en Églises indépendantes. Ce fut notamment le cas du Catholicossat-Patriarcat de toute la Géorgie et de l'Église arménienne. Aucune centralité susceptible de régulation n'existait alors, et le débat christologique était la règle.
Avec la conversion de l'empereur Constantin et l'édit de Milan en 313, les persécutions contre les chrétiens s'arrêtèrent. Vers la fin du IVe siècle, le christianisme devint la religion officielle de l'Empire, remplaçant le culte romain antique et inversant la persécution. Cette date marque symboliquement le début de la chrétienté, période de l'histoire de l'Europe où le christianisme imprègne toute la société, y compris les lois et les comportements sociaux.
En 330, l'empereur Constantin Ier transféra la capitale de l'empire de Rome à Constantinople (rebaptisée Nea Roma, « Nouvelle Rome »), qui devint un important foyer intellectuel. On aboutit alors à la Pentarchie : les cinq centres historiques de Rome, Constantinople, Alexandrie, Antioche et Jérusalem.

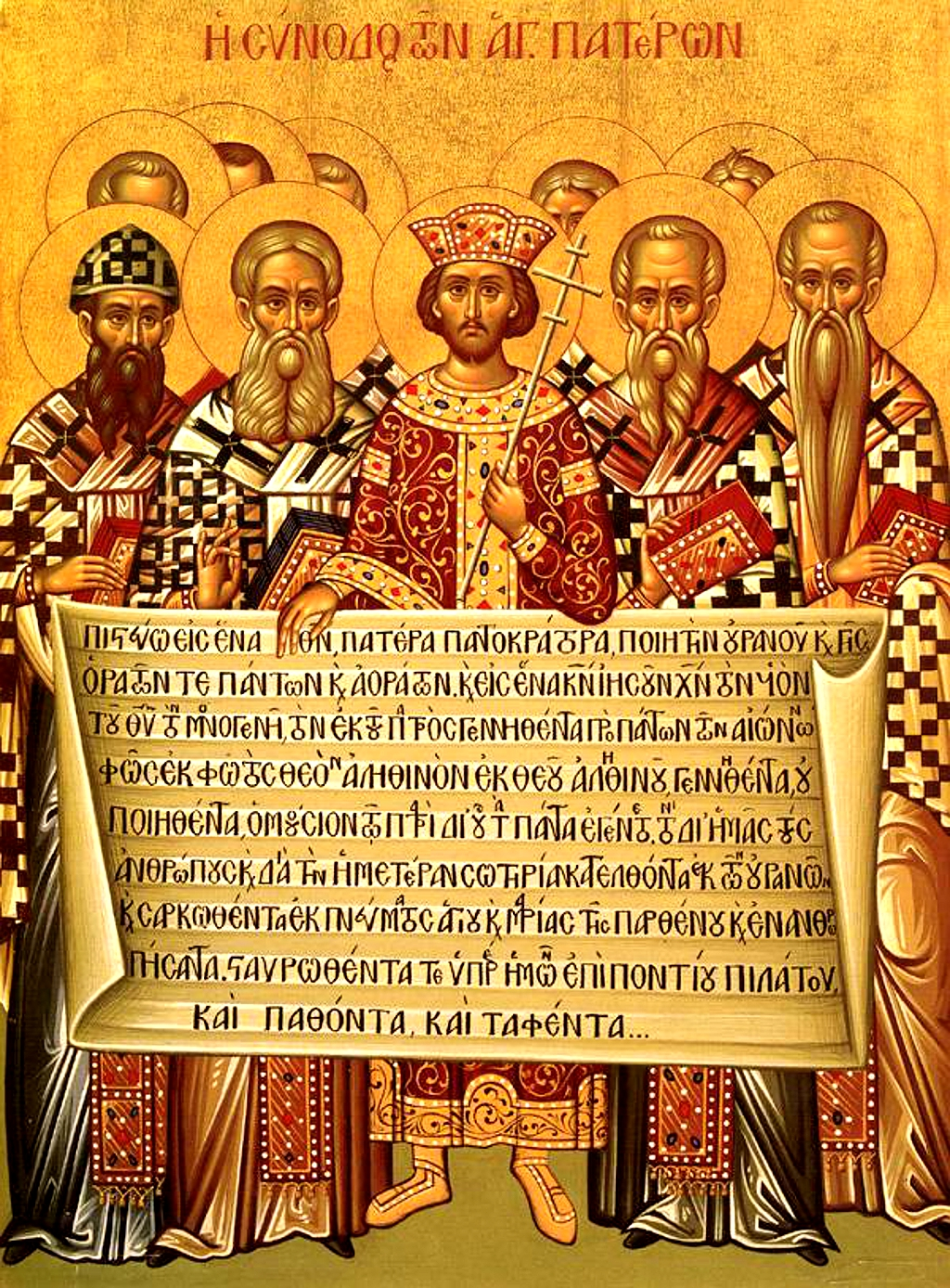
L'empereur Constantin (au centre), avec les évêques du concile de Nicée (325), tenant anachroniquement le texte du symbole de Nicée-Constantinople dans la forme adoptée au premier concile de Constantinople (381) mais avec, « je crois » comme premier mot, au lieu de, « nous croyons ».

Avec la Paix de l'Église commença la période des Pères de l'Église, qui s'accompagna d'une réinterprétation de la philosophie, notamment celle de Platon, dans le sens de la nouvelle religion, et de l'utilisation de nombreux motifs mythiques du monde ancien pour l'inculturation du christianisme dans le respect de la tradition apostolique. De multiples débats théologiques suscitèrent des controverses passionnées sur la nature du Christ. Au fil des siècles et des conciles, le monde chrétien connu ensuite plusieurs controverses christologiques, ainsi que des crises et bouleversements idéologiques et politiques.
Le christianisme étant devenu l'un des cultes reconnus de l'Empire, le pouvoir politique prit l'initiative de réunir des assemblées d'évêques (conciles) pour régler les différends. Le premier fut le concile de Nicée, qui condamna l'arianisme en 325. Le concile d'Éphèse proclama en 431 que le Christ n'avait qu'une seule nature, divine, qui avait absorbé sa nature humaine. Les thèses nestoriennes affirmant que deux personnes différentes coexistaient en Jésus-Christ (l'une divine et parfaite, l'autre humaine et faillible), furent jugées hérétiques. En 451, le concile de Chalcédoine proclama l'unique personne du Christ, de nature à la fois divine et humaine, et définit la doctrine sur la Trinité chrétienne formalisée par le credo en 325 à Nicée.

### Premiers schismes et apparition de l'islam
Les dogmes proclamés au concile de Chalcédoine furent acceptés par la très grande majorité des Églises, tant en Occident qu'en Orient : elles furent donc nommées « chalcédoniennes ». Mais les christologies déclarées hérétiques ne disparurent pas pour autant. Plusieurs empereurs après Constantin revinrent à l'arianisme, auquel se convertirent Goths et Vandales lors de leur rattachement à l'Empire romain.
En Occident, le déclin de l'Empire romain a amené la prépondérance des Wisigoths, Lombards, Burgondes convertis pour partie au christianisme arien, qui s'installèrent dans la Gaule romaine et dans la péninsule ibérique. La donne changea avec l'avènement du roi franc Clovis, qui opta pour le christianisme nicéen. Il noua des alliances successives pour continuer l'expansion de son royaume en chassant les Wisigoths, puis convoqua en 511 le premier concile mérovingien pour commencer à codifier les rapports du roi et de l’Église.
En Orient, certaines Églises d'Orient s'en tinrent au concile d'Éphèse, considérant que le Christ n'a qu'une seule nature, divine. Appelées à l'époque « monophysites », elles sont dites aujourd'hui des « trois conciles » et comptent, entre autres, des coptes en Égypte, des Éthiopiens et un certain nombre d'Arméniens.
Au début du VIIe siècle, le christianisme au Proche-Orient et en Afrique du Nord restait donc profondément divisé entre chalcédoniens, monophysites et nestoriens,. Les Églises monophysites sont alors privilégiées par rapport aux chalcédoniens, vus comme alliés de l'Empire Byzantin. Après la reconquête byzantine (de 622 à 630), les divergences s'étant exacerbées, le monoénergisme est proposé comme tentative de conciliation des doctrines ; et bientôt imposé aux monophysites par de nouvelles persécutions.
C'est alors qu’apparaît une nouvelle religion monothéiste, l'islam, dans les tribus arabes du Hidjaz, qui bientôt entament une guerre de conquête en direction de la Syrie, la Palestine et l'Égypte. Entre 631 et 643, trois des centres du christianisme oriental (Alexandrie, Antioche et Jérusalem) tombent aux mains des musulmans. Les Byzantins pratiquent une politique de la terre brûlée et laissent derrière eux une très mauvaise image. La vie chrétienne continue dans les régions conquises, avec le statut de dhimmis (« protégés »), mais seules Constantinople et Rome gardent leur liberté politique.

### Christianisme oriental et occidental au Moyen Âge

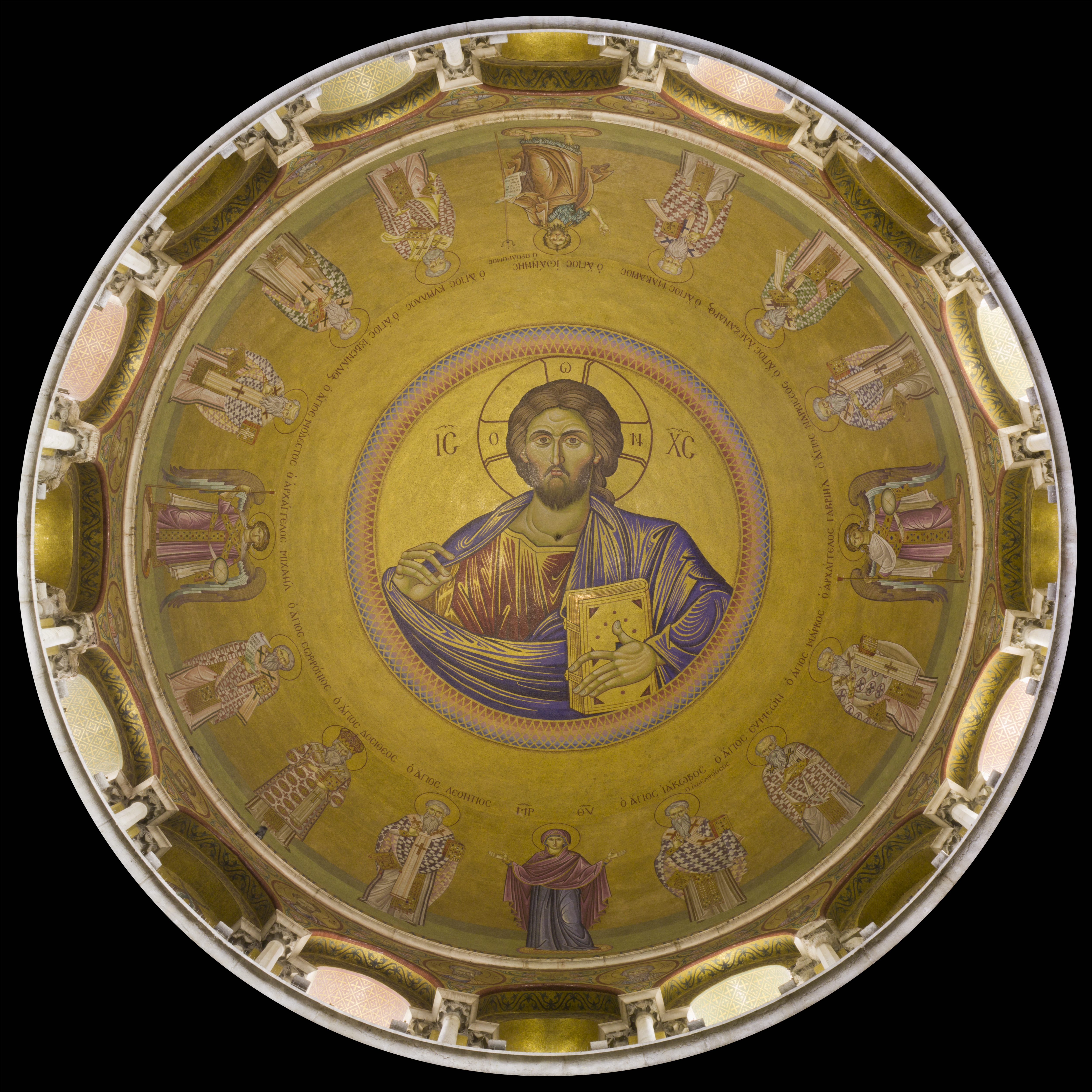
Mosaïque du Christ pantocrator de l'église du Saint-Sépulcre (Jérusalem)

La dynastie carolingienne renforça sa légitimé en se faisant sacrer par le pape dès 754 ; la création des États pontificaux, conquis sur les Lombards, scella cette alliance avec la papauté.
Au IXe siècle, en sacrant Charlemagne comme empereur romain, les évêques de Rome rompent politiquement avec les empereurs de Constantinople et recherchent la protection des empereurs ou des rois Francs. Charlemagne poursuivit la conquête et la christianisation de l'Europe ; les Saxons furent convertis de force et l'empereur, par de nombreux cartulaires, réglait la discipline religieuse.
Au IXe siècle l'évangélisation des peuples slaves se fit par la conversion de leurs souverains : le khan Boris de Bulgarie pour les slaves occidentaux opta pour un rattachement à Rome, Vladimir de Kiev pour les slaves orientaux (serbes, bulgares et Rus' de Kiev) à Constantinople. En 1054, après la querelle du Filioque, Rome et Constantinople se traitent réciproquement de « schismatiques et anathèmes ». La première croisade aboutit à l'installation de patriarcats latins à Jérusalem et Antioche. Sur le plan politique, la rupture a été définitivement consommée en 1204 lorsque les Croisés latins ravagèrent Constantinople et déposèrent le patriarche. L'affaiblissement de l'Empire romain d'orient par les Croisés a permis, deux siècles plus tard, la prise de Constantinople par les Turcs ottomans.

### Expansion coloniale et Réforme
En 1455, le pape Nicolas V concède au Portugal l'exclusivité du commerce avec l'Afrique et encourage Henri le Navigateur à soumettre en esclavage les « sarrasins et autres infidèles », comptant sur les progrès des conquêtes pour obtenir des conversions. Après la découverte de l'Amérique par les Européens en 1492, le pape Alexandre VI est amené à arbitrer le partage du nouveau monde entre les puissances espagnoles et portugaises, et leur attribue l'activité de mission qui a souvent été considérée par les puissances coloniales comme un instrument permettant d'introduire les intérêts occidentaux, voire de légitimer des interventions politiques ou militaires. Le catholicisme s'implante aux Amériques avec les conquêtes espagnoles, au Mexique avec la conquête de Cortés et au Pérou à la suite de celle de Pizarre. Les missions vers l'Asie remportent peu de succès, sauf aux Philippines et à Goa.
Les bulles pontificales Sublimus Dei (29 mai 1537) et Veritas ipsa du pape Paul III (2 juin 1537) condamnent l'esclavage des Amérindiens ainsi que « toute mise en doute de la pleine humanité de ceux-ci », mais n'évoque pas les Noirs. Après la Controverse de Valladolid en 1550 la traite négrière se généralise.

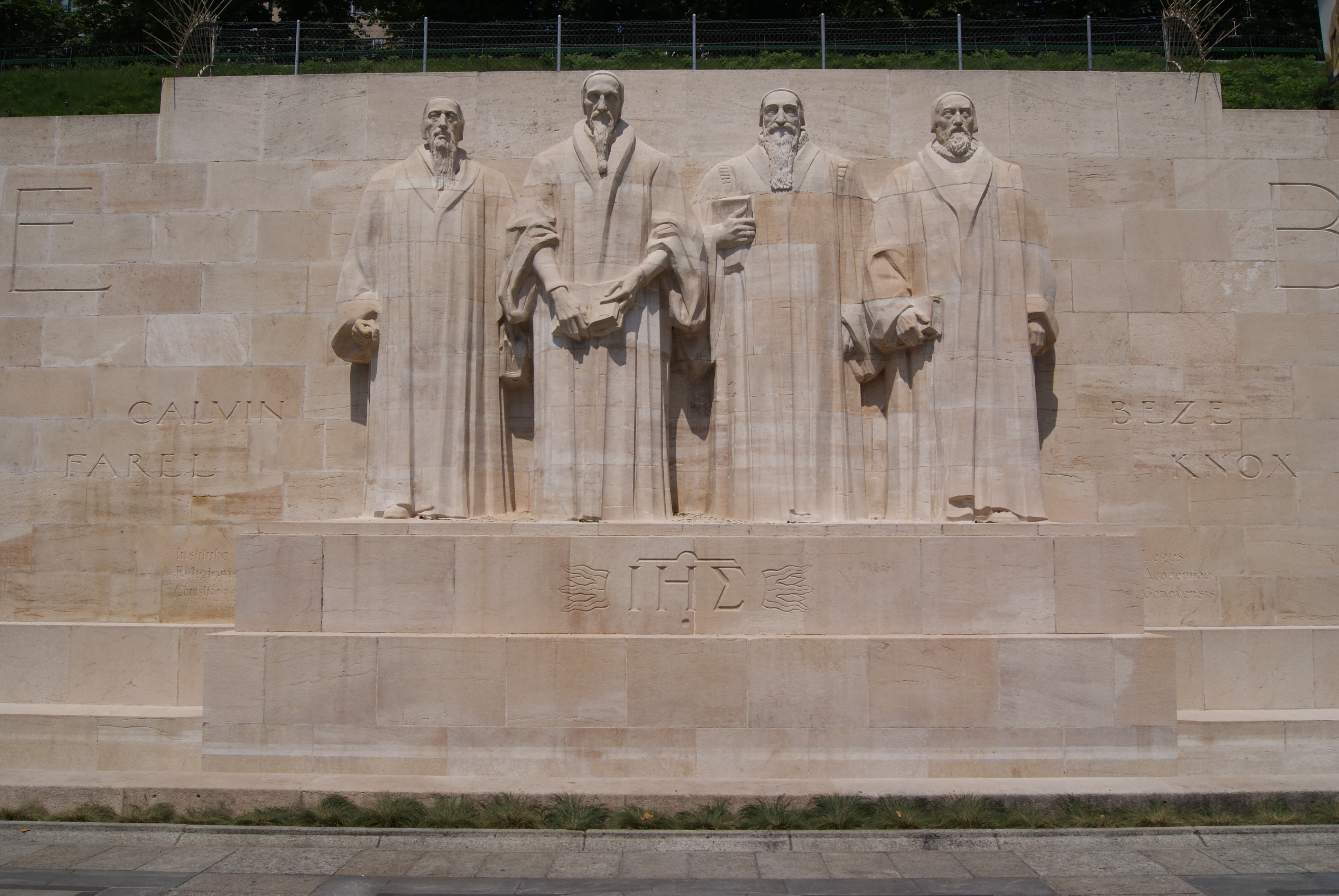
De gauche à droite : Guillaume Farel, Jean Calvin, Théodore de Bèze et John Knox (Monument international de la Réformation, Genève). Les quatre réformateurs, associés au christogramme IHS, portent la robe pastorale.

À la même époque, le protestantisme tire son origine dans la Réforme instaurée par Luther et Calvin au début du XVIe siècle et proposant une réinterprétation de la foi chrétienne fondée sur un retour à la Bible. Les protestants refusent l'idée d'une hiérarchie ecclésiale instituée par Dieu : pour eux le clergé est une émanation du peuple chrétien. Ils refusent donc toute autorité au pape. Dans un premier temps, l'anglicanisme ne refuse que la juridiction pontificale. Puis très vite, sous l'influence de la Réforme, il refuse aussi la primauté en matière de foi et de mœurs.
La Contre-Réforme catholique précise ses dogmes lors du concile de Trente et impose en 1582 le passage du calendrier julien au calendrier grégorien. Elle s'engage dans la lutte contre les hérésies, d'une part par l'éducation – l'ordre des Jésuites est créé à cet effet –, d'autre part par la répression de l'Inquisition.
À l'issue des guerres de religion qui opposèrent catholiques et protestants en Europe, les royaumes méditerranéens restèrent catholiques. La paix d'Augsbourg, qui promulguait le principe « un prince, une religion », permit de facto une certaine tolérance dans le Saint-Empire romain germanique. Les Pays-Bas connurent une division politique et religieuse : au sud, les Pays-Bas espagnols catholiques, au nord les Pays-Bas indépendants, dirigés par des protestants.
Dès le XVIIe siècle, les colonies anglaises d'Amérique offrirent un asile à ceux qui fuyaient l'intolérance religieuse en Europe. Alors que le Nord-Est restait puritain et les États du Sud anglicans, dans les États du centre l'arrivée des immigrants anabaptistes et piétistes allemands, des frères moraves tchèques, des presbytériens écossais et nord-irlandais, des huguenots français, des méthodistes et baptistes anglais notamment provoquèrent le foisonnement religieux du grand réveil. Des prédicateurs itinérants parcoururent alors le territoire.

### Déclin en Europe, foisonnement aux États-Unis

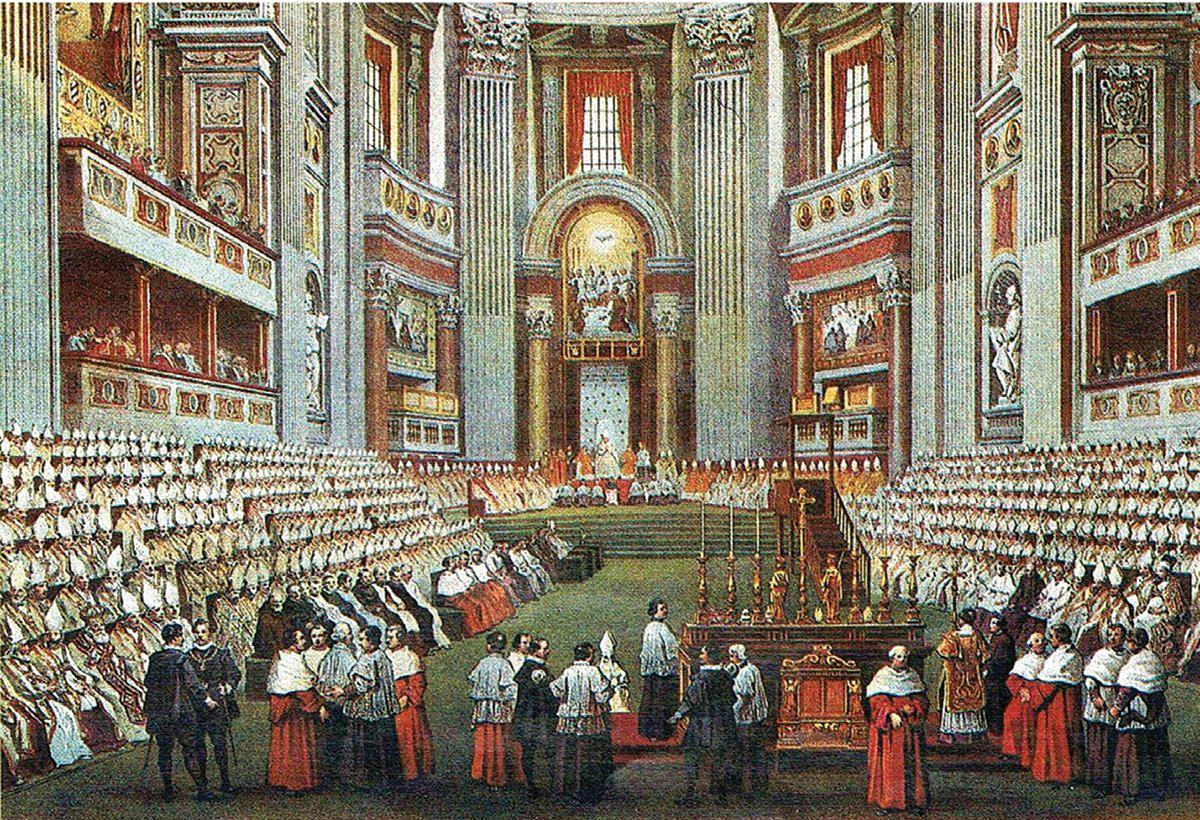
Le concile Vatican I.

En Europe, à partir du XIXe siècle, l'Église catholique perd son statut privilégié dans plusieurs États. La Révolution française a supprimé la dîme et confisqué les biens du clergé, qui subit des persécutions jusqu'à la signature du Concordat en 1801. Après les guerres napoléoniennes, l'Europe a profondément changé, et, malgré ses efforts, l’Église catholique ne parvient pas à retrouver la position qu’elle occupait pendant l’Ancien Régime.
À la fin du XIXe siècle, l'Église catholique confrontée au rationalisme réagit par la publication du Syllabus errorum de Pie IX qui dénonce les erreurs « modernes » ; le concile Vatican I proclame l'infaillibilité papale avant d'être interrompu par la guerre de 1870. Les États pontificaux, dernier vestige du pouvoir temporel de la papauté, sont absorbés par l'unification de l'Italie en 1870.
À la même époque, le christianisme connaît un nouveau foisonnement sur le continent américain, avec le Second grand éveil qui conduit à l'apparition de nouveaux groupes comme les pentecôtistes, l'Armée du Salut ou divers mouvements qui proposent une réécriture de la Bible.
En 1917, l'Église orthodoxe de Russie se réorganise lors de la révolution russe, mais subit les persécutions du régime communiste à partir de la révolution d'Octobre.

### Essor dans les pays du Sud
Au cours du XXe siècle, l'Afrique est le continent qui a connu la plus forte expansion du christianisme. Le nombre de chrétiens s'est multiplié par plus de 60, passant de 8 millions en 1910 à 516 millions en 2010. De même, alors que la population chrétienne en Afrique subsaharienne ne s'élevait qu'à 9 % en 1910, elle est devenue majoritaire avec 63 % au cours des années 2010.
En 1900, les Africains ne formaient que 2 % (10 millions) de la population chrétienne mondiale. Ils sont aujourd'hui 20 % (500 millions). Cet essor est dû en partie au prosélytisme des protestants évangéliques, mais aussi à l'émergence de nouvelles Églises d'institution africaine. Les plus importantes - le Kimbanguisme au République démocratique du Congo, l'Église harriste en Côte d'Ivoire ou le mouvement Aladura issu du Nigeria - ont été fondées dans l'entre-deux-guerres et ont joué un rôle lors de la décolonisation, mais il en existe de nombreuses autres dont la plupart sont inconnues en Occident.

## Démographie

Pourcentage de chrétiens par pays en 2011, toutes tendances confondues (chiffres du Pew Research Center).

### Population mondiale
Le christianisme est la première religion du monde en nombre de fidèles devant l'islam (qui compte 1,926 milliard de fidèles). Selon une estimation pour mi-2021, le christianisme compterait environ 2,546 milliards de fidèles
Les chrétiens se répartissent dans de multiples confessions, dans des Églises autocéphales dès l'origine, ou issues des nombreux schismes qui ont agité l'histoire du christianisme.
On classe les Églises chrétiennes en trois grands groupes : la catholique, les orthodoxes et les protestantes :
- Catholiques : 1,345 milliard[86]
- Protestants : 863,9 millions[87]
- Orthodoxes : 293,6 millions[88]

Le christianisme a une croissance légèrement supérieure à celle de la population mondiale, ce qui fait que le christianisme est la religion d'une part toujours plus importante de la population mondiale avec, à la mi-2021, 32,3 % de chrétiens.
Ce que les médias ont appelé l'indifférence religieuse, étudiée par différentes personnalités de l'Église catholique concerne surtout les confessions historiques majoritaires, tandis que les religions nouvelles et minoritaires semblent progresser.

### Répartition géographique

#### En Amérique
Sur les cinq pays comptant le plus grand nombre de chrétiens au monde, trois sont situés dans les Amériques : les États-Unis, le Brésil et le Mexique (les deux autres étant la Russie et les Philippines).
Le 13 mars 2013, a lieu à Rome l'élection du pape François : il s'agit du premier pape issu du continent américain et du premier pape non Européen depuis le VIIIe siècle. Le dernier pape non européen remontait a l'an 741 ; il s'agissait du Syrien Grégoire III.

#### En Asie

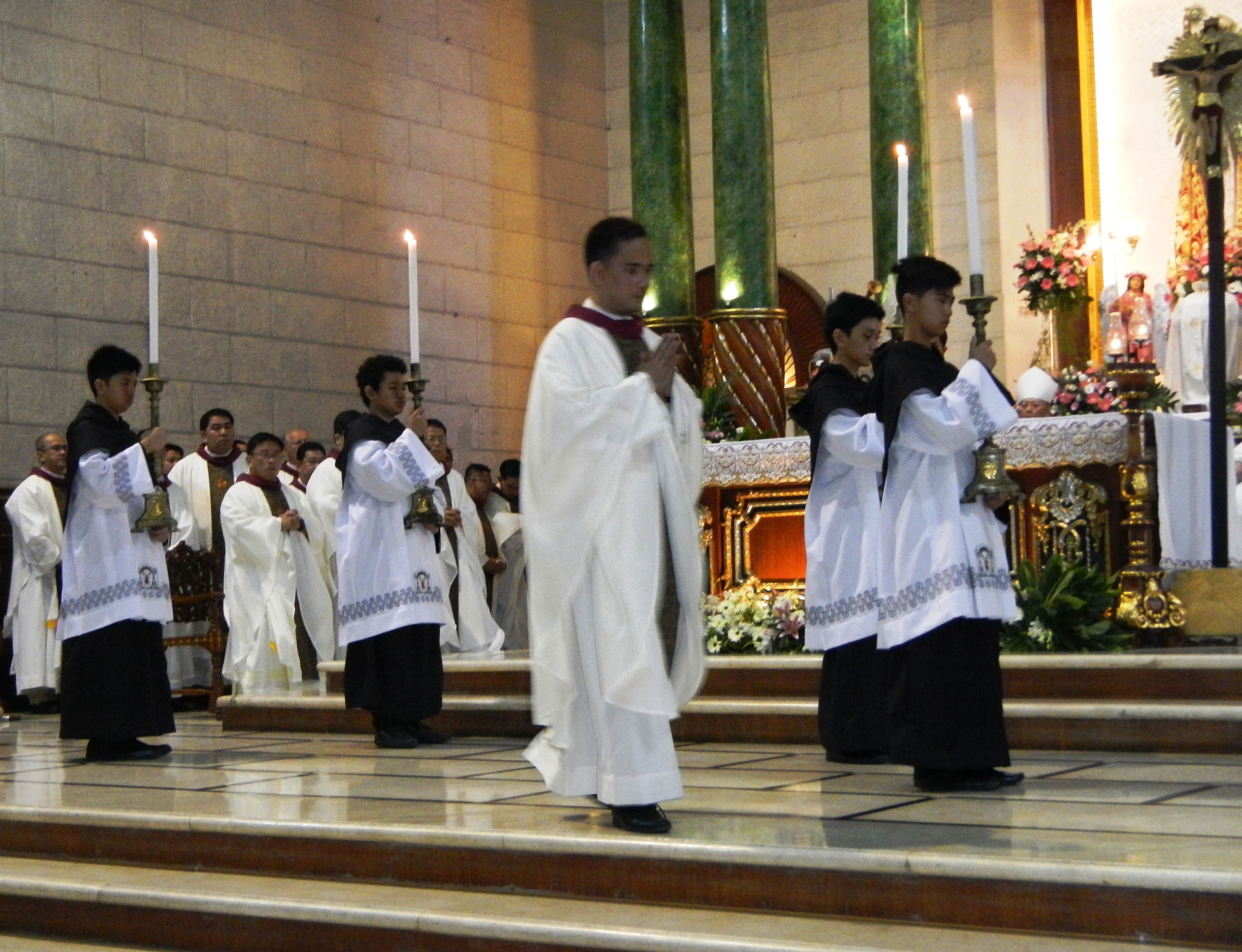
Messe catholique aux Philippines.

En Asie, le christianisme était jusque-là peu présent, excepté au Moyen-Orient et en Inde. Aujourd'hui, le Timor oriental et les Philippines représentent les seuls pays d'Asie à majorité chrétienne, avec respectivement 99,1 % et 81,4 % de fidèles (en troisième place le Liban avec plus de 45 % de chrétiens). Toutefois, bien que minoritaires sur le continent, les chrétiens sont de plus en plus nombreux en Asie, ou, comme le souligne Régis Anouil, « le christianisme est associé aux valeurs de modernité, de démocratie et de liberté, alors que le bouddhisme, l'hindouisme et le confucianisme apparaissent moins en prise avec la réalité ».
La proportion de chrétiens en Asie est passée de 4,5 % en 1910 à 13,1 % en 2010. La Corée du Sud abrite près de 20 % de fidèles du christianisme, tandis que la Chine et l'Inde sont tous deux parmi les 10 pays comptant le plus de chrétiens. Le cas de la Chine est particulièrement représentatif de la croissance du christianisme en Asie : non seulement il s'agit déjà du troisième pays avec le plus grand nombre de chrétiens (67 millions) mais en plus, la Chine pourrait devenir le pays le plus chrétien de la planète, comme en témoigne une étude de Fenggang Yang, un chercheur américain. En effet, en 2050 la population chrétienne en Chine devrait dépasser les 247 millions, soit plus que n'importe quel autre pays du monde.
En outre, un nombre croissant d'écrivains dissidents, d'intellectuels critiques, de journalistes et d'avocats chinois revendiquent le christianisme, dans lequel ils voient un symbole dans leur lutte pour la démocratie.

#### En Afrique
Au cours du XXe siècle, l'Afrique a été le continent à avoir connu la plus forte expansion de chrétiens, qui sont désormais aussi nombreux que les musulmans : environ 400 à 500 millions de fidèles pour les deux confessions (sur une population d'environ 1 milliard d'habitants). D'après les chiffres livrés en 2012 lors d’une conférence organisée à l’université d’El Jadida au Maroc, les chrétiens seraient même récemment devenus plus nombreux que les musulmans : 46,53 % des Africains se rattachent au christianisme contre 40,64 % à l’islam.
Les Africains constituent 20 % (500 millions) de la population chrétienne mondiale.

## Principales confessions

### L'Église orthodoxe

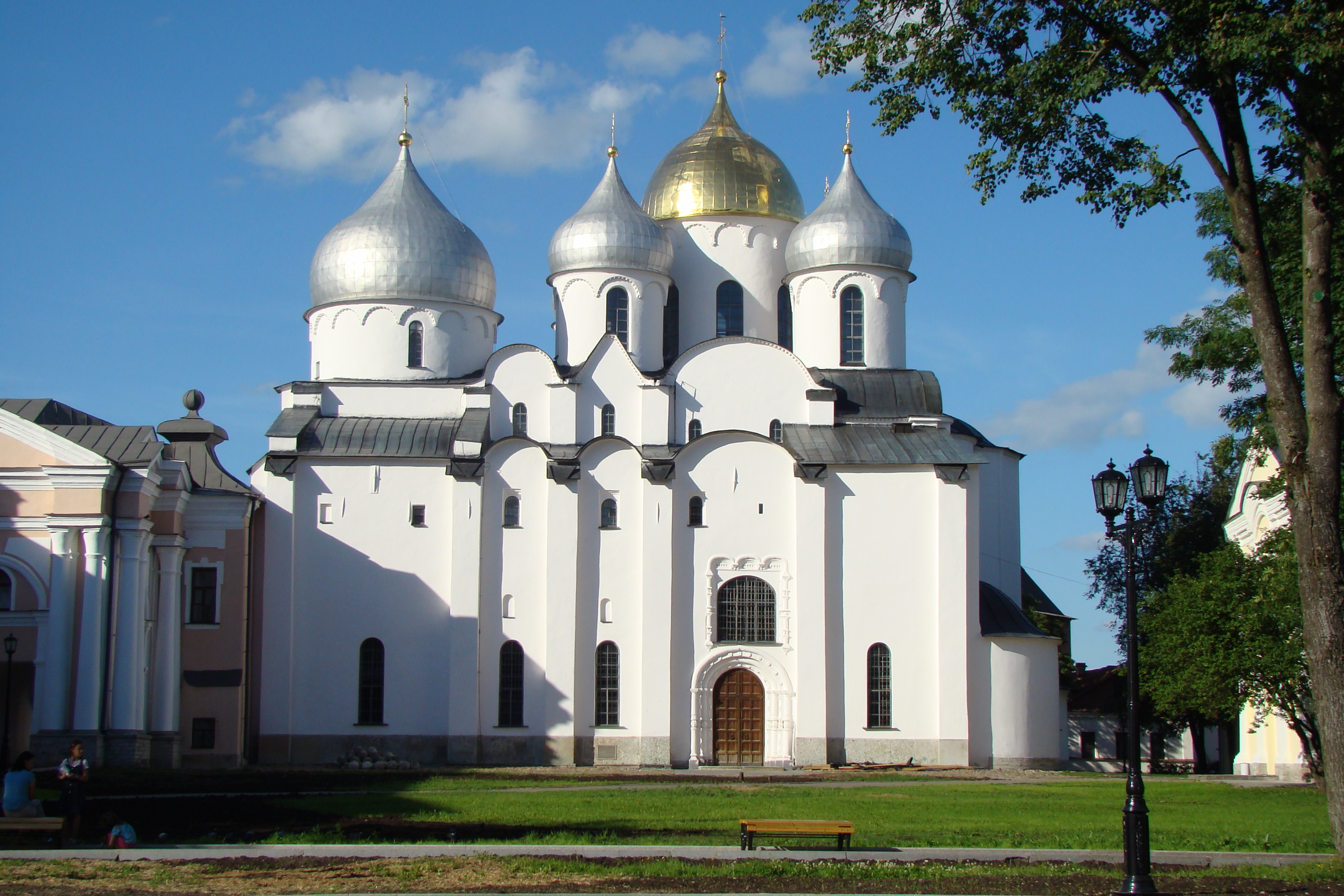
Cathédrale Sainte-Sophie de Novgorod.

L'Église orthodoxe réunit les Églises des sept conciles, liées les unes aux autres par la confession d'une foi commune et une reconnaissance réciproque ; elles adoptent un classement selon un rang honorifique traditionnel.
Au début du XXIe siècle on dénombre 283,1 millions d'orthodoxes, soit environ 12 % des chrétiens. Numériquement les pays qui comptent le plus d'orthodoxes sont la Russie et l'Éthiopie, mais dans des pays plus petits comme la Moldavie, la Roumanie, la Grèce ou la Géorgie, ils représentent plus de 87 % de la population. En l'an 2021, les chrétiens orthodoxes seraient au nombre de 293,6 millions.

### L’Église catholique
L'Église catholique revendique depuis le premier concile de Constantinople une primauté pontificale qui ne soit pas seulement d'honneur mais aussi de juridiction. Après la séparation des Églises d'Orient et d'Occident, l'Église de Rome, appelée « Église catholique », eut encore 14 conciles qui fixèrent des dogmes comme le purgatoire, l’Immaculée Conception ou l'infaillibilité pontificale. Ces conciles accentuèrent la rupture avec les Églises des sept conciles et provoquèrent de nouveaux schismes. Ainsi, l'Église vieille-catholique est née du rejet du dogme de l'infaillibilité papale. L'écart entre « catholiques » et « orthodoxes » tend cependant à se réduire depuis le concile Vatican II.
Plus de la moitié des chrétiens sont catholiques, soit 1,345 milliard. Parmi eux, 48 % sont américains (Brésil, Mexique et États-Unis) et 24 % européens.

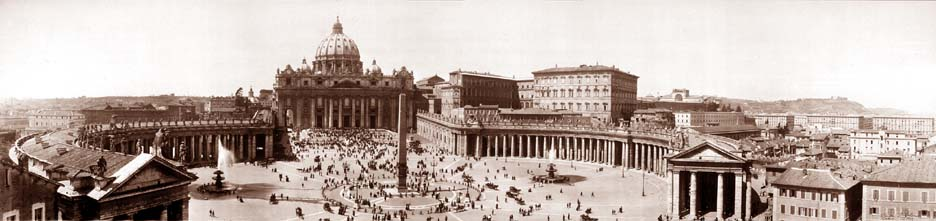
Place et basilique Saint-Pierre, 1909.

### Les Églises protestantes
La Réforme protestante instaurée par Luther et Calvin au début du XVIe siècle a donné naissance à de nombreuses Églises protestantes luthériennes ou réformées ainsi qu'à de nombreuses églises chrétienne évangéliques (baptisme, pentecôtisme, mouvement charismatique évangélique et christianisme non confessionnel) ou libérales.
En 2011, l'ensemble de ces Églises regroupe environ 37 % des chrétiens, soit 800 millions de protestants.

## Symboles chrétiens
Le principal symbole chrétien est la croix. Celle-ci représente la Crucifixion et est utilisée depuis Constantin comme symbole des chrétiens.
Dans les années 1970, l’usage de l'ichthus s’est répandu aux États-Unis avec le Jesus Movement auprès des chrétiens, et spécialement chez les chrétiens évangéliques. Ce symbole est utilisé principalement sur les pendentifs, les épingles ou sur les voitures, en signe d'appartenance à la foi chrétienne,.
Le chrisme représente les deux lettres grecques par lesquelles commence le nom Khristòs (Christ).

Croix latine.
Croix orthodoxe.
Ichthus.
Ichthus contemporain.
Chrisme.

## Arts

### Musique

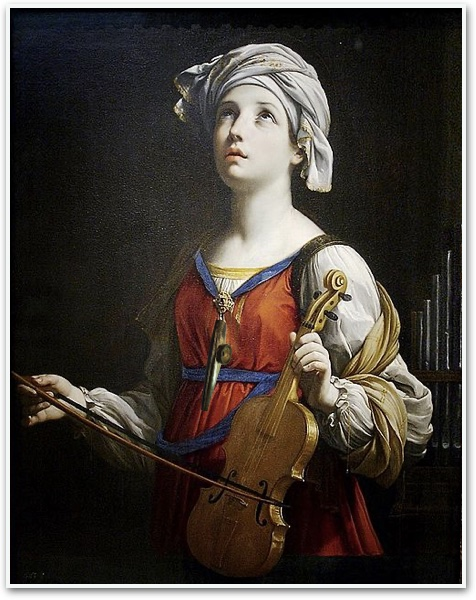
Sainte Cécile, Norton Simon Museum, Guido Reni.

Le chant chrétien, accompagné d'instruments de musique et basé sur le livre des Psaumes est un des premiers styles de musique chrétienne. Puis le chant grégorien s'est installé dans les églises. Aux États-Unis, le XIXe siècle voit apparaître le negro spiritual et le gospel au XXe siècle. En 1964, la Gospel Music Association est fondée à Nashville.
La musique chrétienne contemporaine regroupe divers styles de musique qui se sont développés aussi bien à l’extérieur de ces communautés qu'à l’intérieur de celles-ci. Les artistes chrétiens pratiquent aujourd'hui tous les styles de musique : de la pop chrétienne, du rock chrétien au hip-hop chrétien en passant par le punk chrétien ou encore métal chrétien. Dans les années 1980 et 1990, la musique chrétienne contemporaine a pris une place considérable dans les cultes chrétiens évangéliques,. Une grande variété de styles musicaux a développé la louange traditionnelle.

### Peinture
Les églises catholiques, orthodoxes et certaines églises protestantes (luthériennes et anglicanes) utilisent la peinture pour des représentations divine ou humaine dans les lieux de culte,.
En raison de leur compréhension du deuxième des dix commandements, la majorité des églises protestantes et toutes les églises chrétiennes évangéliques n’ont pas de représentation matérielle religieuse comme des statues, des icônes ou des tableaux dans leurs lieux de culte.

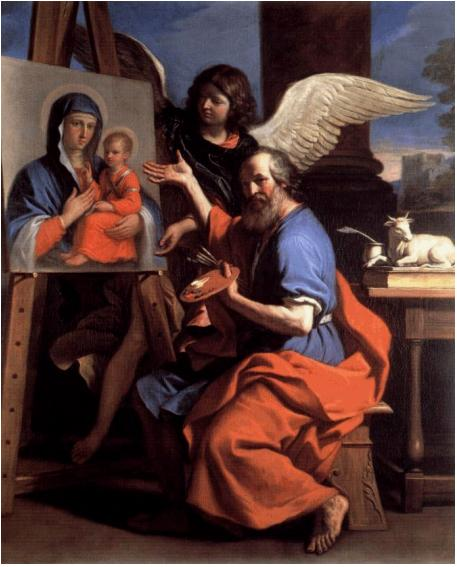
Saint Luc l'évangéliste en peintre, Le Guerchin.
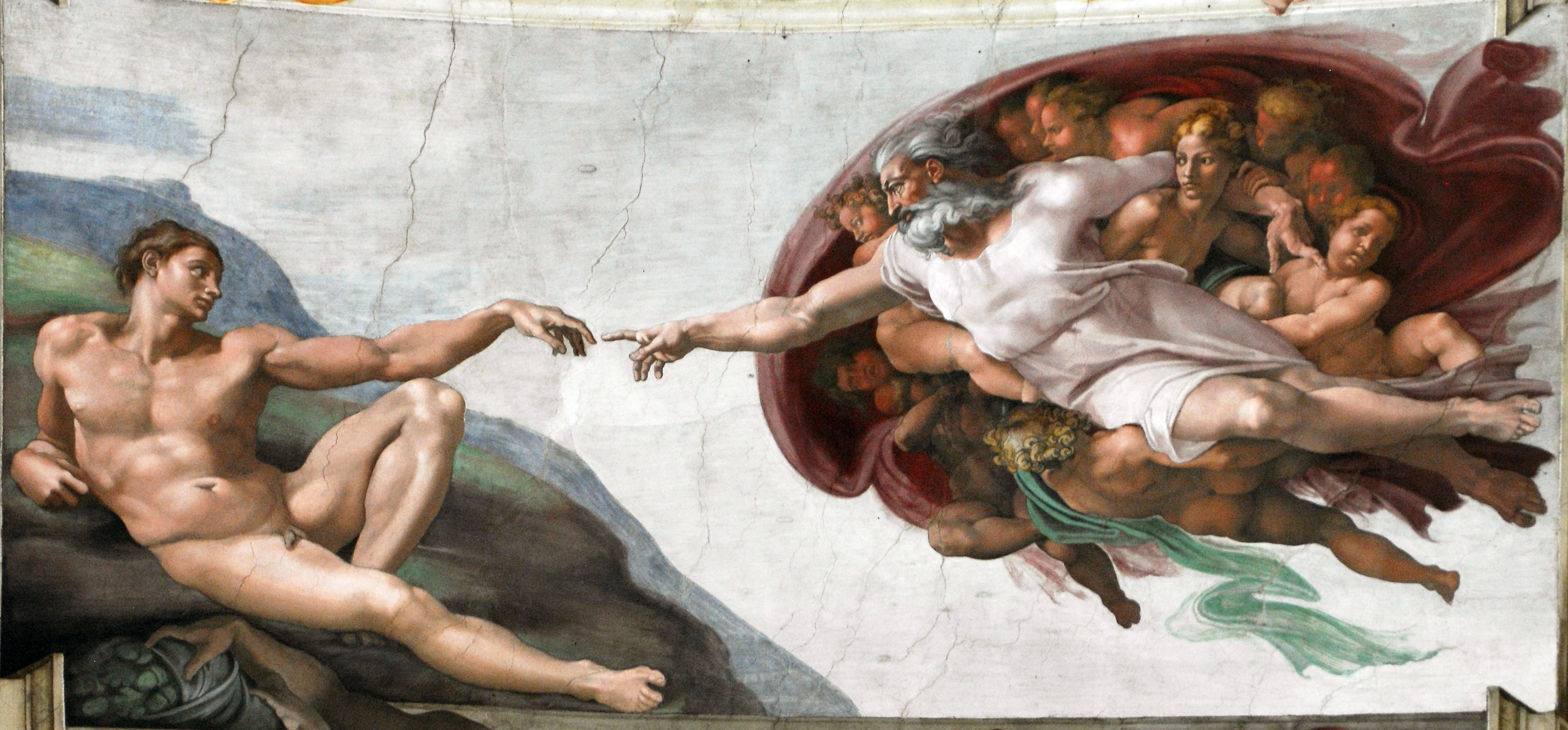
La Création d'Adam, détail du plafond de la chapelle Sixtine.
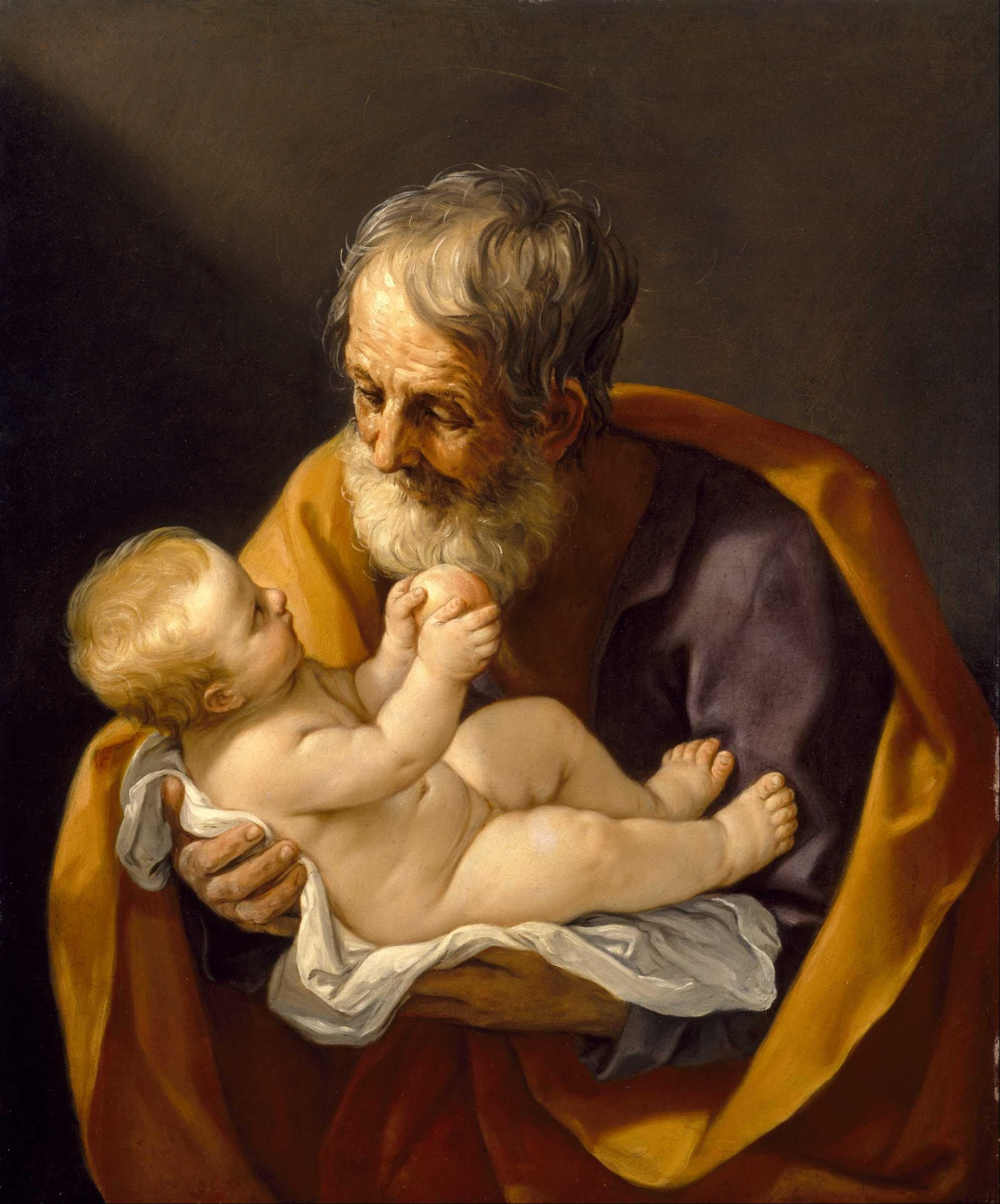
Jésus dans les bras de Joseph, Guido Reni.

### Sculpture

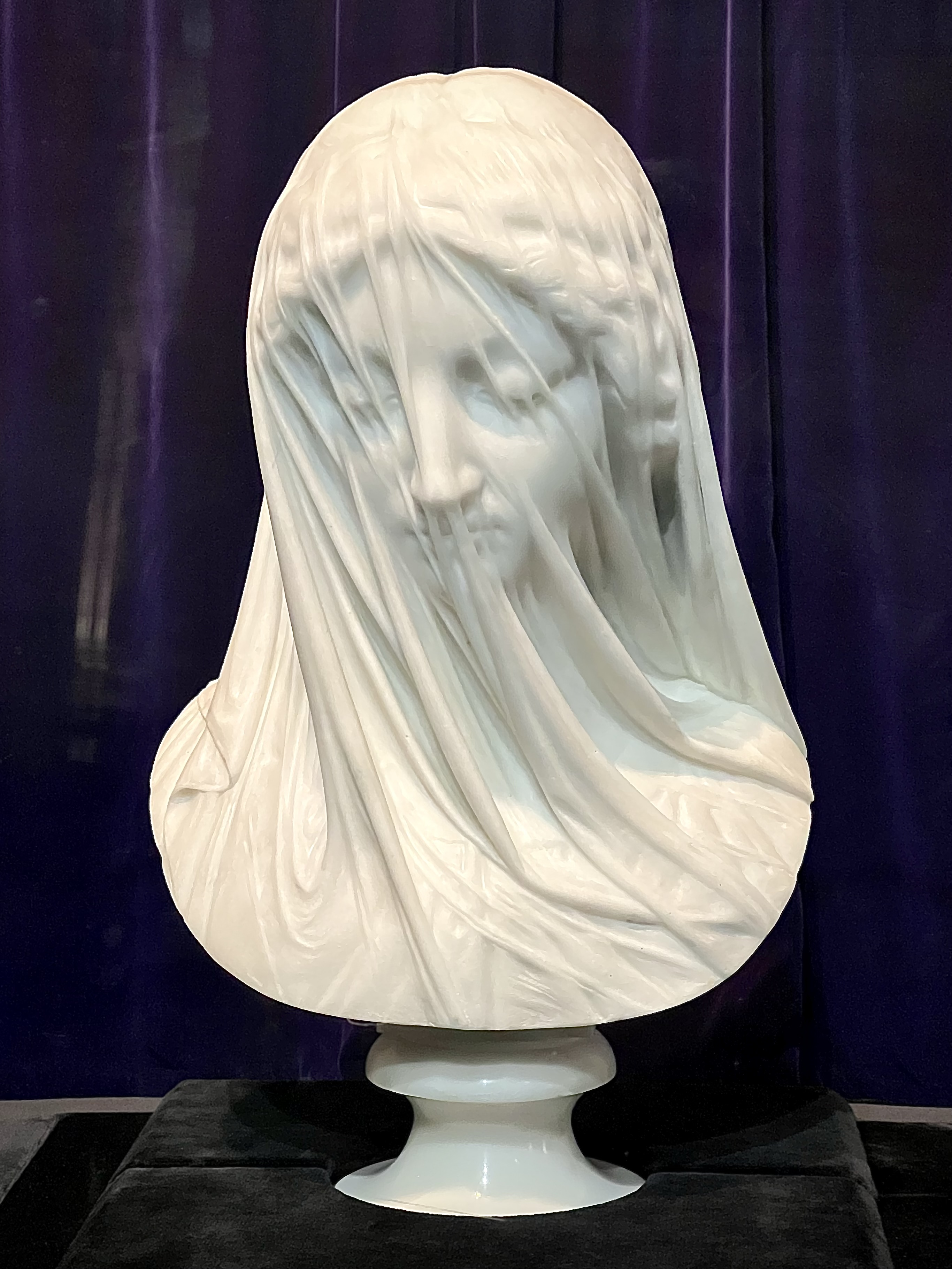
La Vierge voilée, Giovanni Strazza.
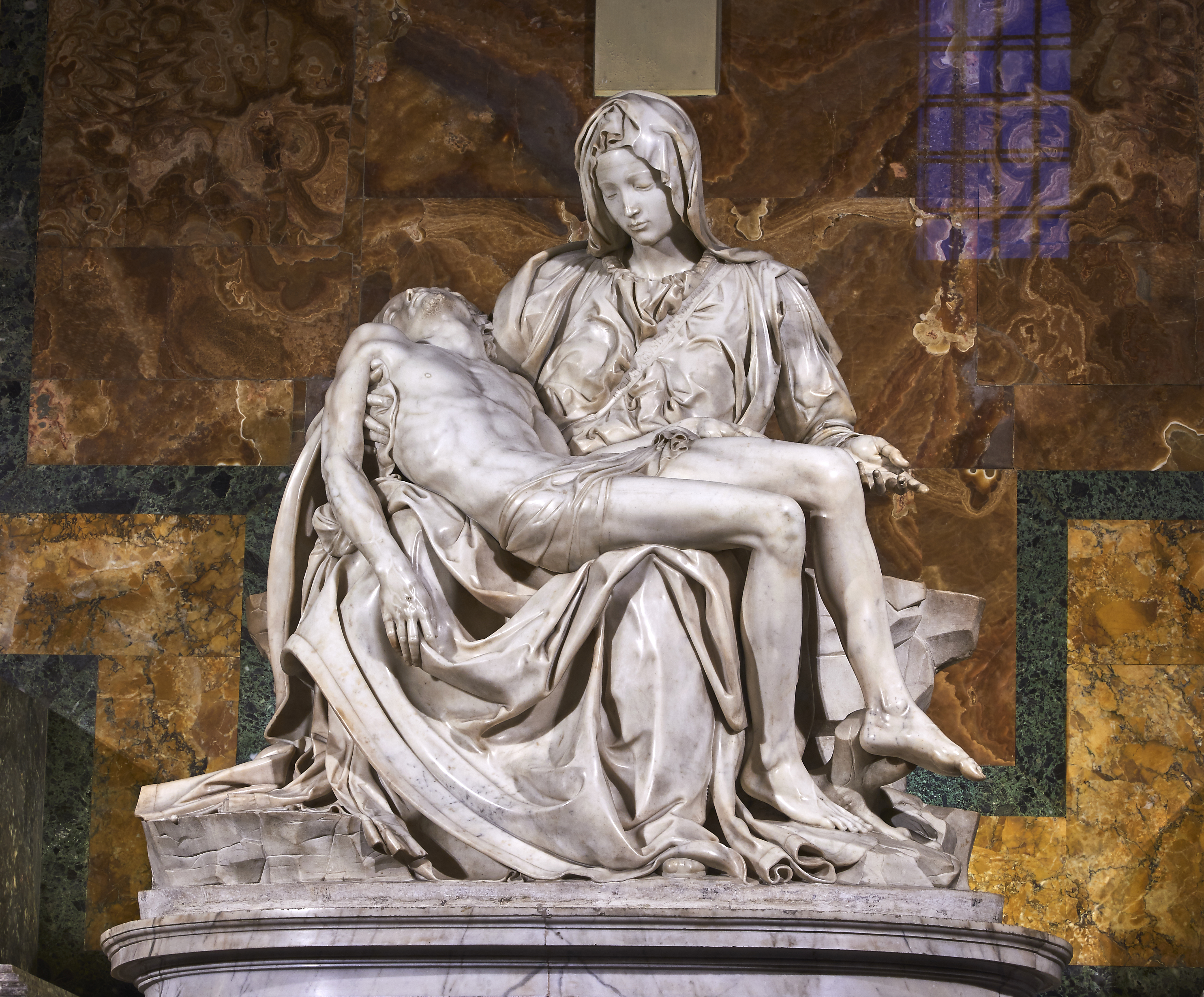
Pietà, Michel-Ange.
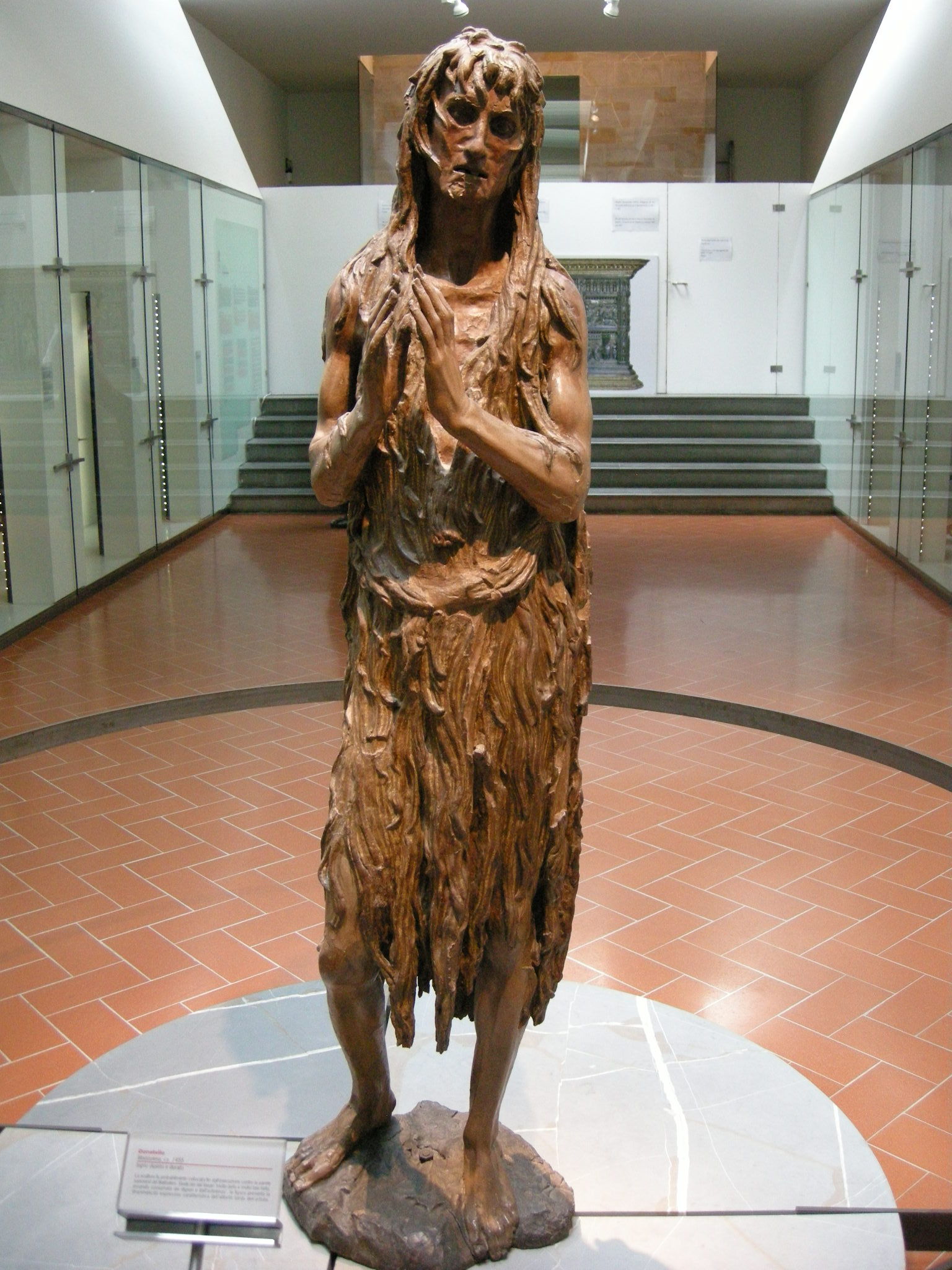
Madeleine pénitente, Donatello.

## Débats théologiques

### Dieu unique et Trinité

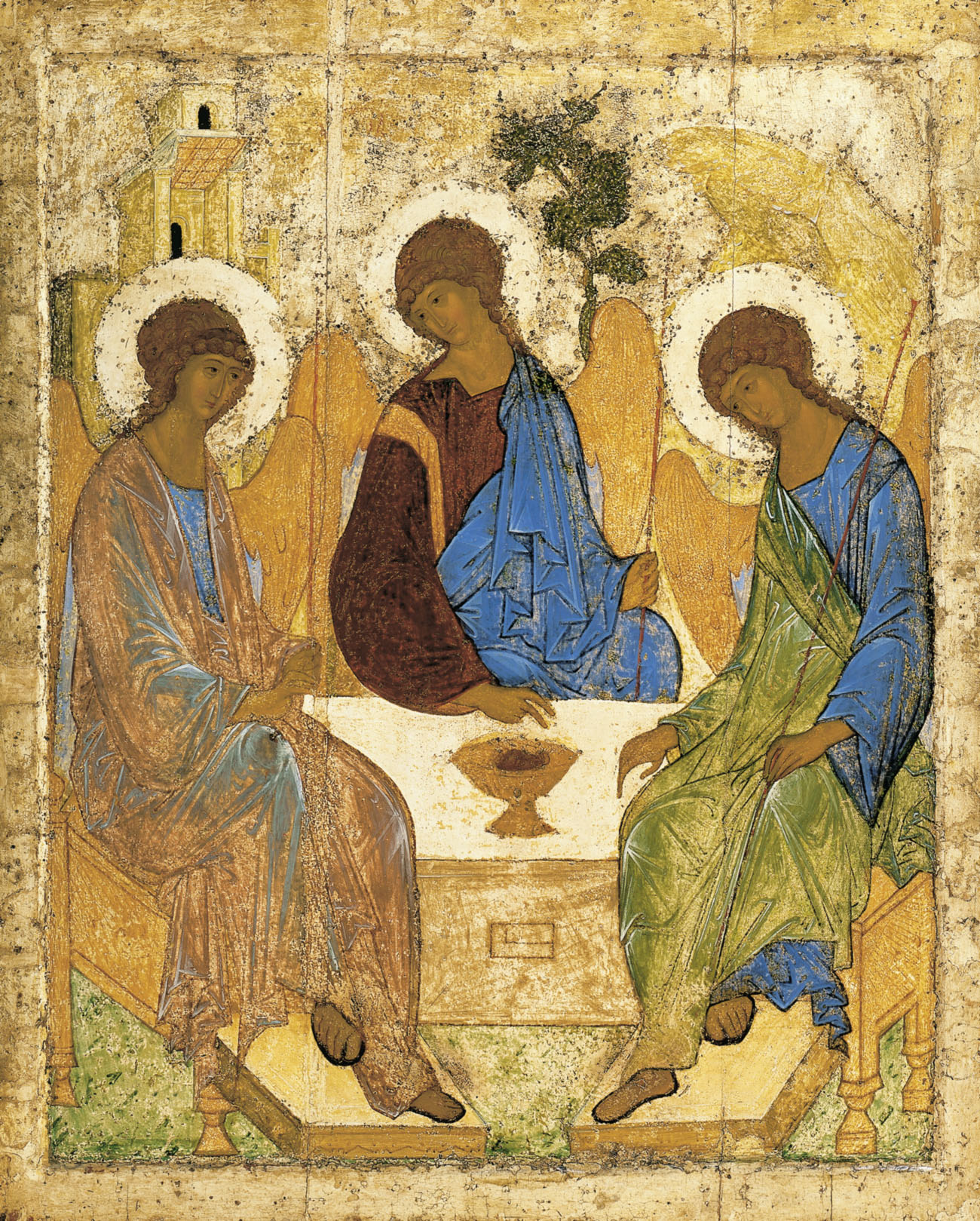
L'Icône de la Trinité par Andreï Roublev.

La Trinité est un concept chrétien remontant à Tertullien, qui présente le Dieu unique sous forme d'une trinité de trois « personnes » divines, ou de trois « hypostases » (Origène), fondamentalement distinctes : le Père, le Fils et le Saint-Esprit, ce qui peut faire écho à la formule trinitaire de l'évangile selon Matthieu. Celle-ci renvoie au baptême de Jésus-Christ : « au nom du Père, du Fils et du Saint-Esprit ». Cette notion donne lieu à de vigoureux débats dès le IIIe siècle. Le terme de « personne » a prêté à de nombreuses interprétations. Par exemple, Augustin d'Hippone précise que ce mot, humain, ne définit qu'imparfaitement la Trinité.
Une majorité d'évêques chrétiens – au terme des grands conciles du IVe siècle – s'accordent sur une profession de foi connue sous le nom de Credo de Nicée-Constantinople (325-381) qui devient un dogme. Nombre des chrétiens définissent leur foi par ce Credo, socle de foi commun affirmant l'unicité de Dieu, la vie, la mort et la résurrection de Jésus, « la résurrection des morts, et la vie du monde à venir » selon les derniers mots du Symbole de Nicée. Mais différents mouvements refusent cette approche, considérant que le Fils n'est pas pleinement divin : parmi les courants qualifiés d'« ariens », on trouve des homoiousiens, des homéiens, des anoméens… en plus d'une première difficulté entre l'Occident chrétien, plutôt monarchianiste et l'Orient, tenant de trois hypostases plus ou moins égales. Des chrétiens refusent ainsi les conciles postérieurs, formant les Églises des deux conciles, des trois conciles ou des sept conciles.
Aux alentours du VIe siècle, apparait en Espagne, en réaction à l'arianisme wisigoth, une notion qui entend s'ajouter au Credo de Nicée et s'étend dans certaines portions de la chrétienté occidentale : celle du Filioque (« et du Fils »). Le Saint-Esprit procède désormais à la fois du Fils et du Père et non plus seulement de ce dernier.
Pendant plusieurs siècles, l'Église occidentale refuse l'ajout du mot Filioque pour ne pas altérer la profession de foi à laquelle l'essentiel de la chrétienté avait souscrit et que les conciles œcuméniques avaient expressément interdit de changer, sauf par la tenue d'un autre concile. Mais au XIe siècle, elle finit par l'adopter et, par là, se coupe du christianisme oriental en insistant sur l'incarnation du Christ et de l'Église dans l'histoire, au détriment du Saint-Esprit dans l'économie du salut.
Cette controverse contribue, parmi d'autres différends séculaires, au schisme de 1054 entre catholiques et orthodoxes. Quelques siècles plus tard, d'autres controverses ont conduit, dans le monde orthodoxe, au bogomilisme, et dans le monde catholique au catharisme et au protestantisme.
De plus, certains chrétiens tels que les unitaristes n'admettent pas le dogme de la Trinité. Ils sont appelés « antitrinitaires ».

### Libre arbitre et économie du salut
La doctrine chrétienne du péché originel est en grande partie issue de la pensée d'Augustin d'Hippone. S’il affirme, dans le traité De libero arbitrio, l’existence du libre arbitre de l'humanité, contre les manichéens qui attribuaient au divin la responsabilité du mal, il tend, contre les pélagiens, à en minimiser le rôle dans l'œuvre du salut, arguant que l’homme a, par le péché originel, perdu l’usage de cette faculté. Seule la grâce, gratuitement octroyée par Dieu, peut alors accomplir l'œuvre du salut.
Pour l'Église catholique, la sotériologie se fonde sur le principe « Extra Ecclesiam nulla salus » (« Hors de l'Église, point de salut ») : ce sont ses sacrements qui permettent aux fidèles de participer au Corps mystique du Christ et par là d'accéder pleinement au plan de salut voulu par Dieu. Toutefois, ce plan salvifique concerne l'humanité tout entière : si sa révélation définitive ne s'accomplit qu'en Jésus-Christ, elle s'adresse à l'ensemble du genre humain. L'universalité du salut est soulignée tout au long du Nouveau Testament. La théologie catholique réfute donc toute interprétation abusive de la formule Extra Ecclesiam nulla salus qui porterait à croire que le Christ n'est mort que pour les chrétiens.
Cette question, au centre des préoccupations de Luther, fut relancée lors des débats théologiques de la Réforme. Luther estime que « seule la foi » apporte le salut, et donc que les bonnes œuvres ne peuvent pas y contribuer.
Les cinq points du calvinisme posent le principe de l'élection inconditionnelle selon laquelle avant que Dieu ait créé le monde, il a choisi de sauver certains pour ses propres raisons et en dehors de toute condition liée à ces personnes.
En 1965, par la déclaration Dignitatis humanae du concile Vatican II, l'Église catholique affirme que « Dieu a Lui-même fait connaître au genre humain la voie par laquelle, en Le servant, les hommes peuvent obtenir le salut dans le Christ et parvenir à la béatitude. Cette unique vraie religion, nous croyons qu’elle subsiste dans l’Église catholique et apostolique ». La déclaration précise néanmoins que « des éléments nombreux de sanctification et de vérité se trouvent hors de sa sphère ».
Un rapprochement entre l'Église catholique et la Fédération luthérienne mondiale sur ces questions a amené en 1999 à une Déclaration commune sur la justification par la foi qui professe : « Nous confessons ensemble que la personne humaine est, pour son salut, entièrement dépendante de la grâce salvatrice de Dieu. »

### Dialogue œcuménique
C'est généralement à la Conférence Internationale des Missions qui s'est tenue à Édimbourg en 1910, présidée par le laïc américain John Mott, que l'on fait remonter le départ de l'œcuménisme moderne. La version unioniste de l'œcuménisme est la volonté de bâtir une Église unique. Ce fut un temps la pensée de l'archevêque luthérien d'Uppsala Nathan Söderblom, prix Nobel de la Paix en 1929. Mais ce fut d'abord la nécessité d'une meilleure coopération entre les sociétés bibliques protestantes qui amena, à la fin du XIXe siècle, les premières tentatives de dialogue inter-confessionnel. En 1948, ces dialogues ont donné naissance au Conseil œcuménique des Églises (COE).
En 1927, plusieurs Églises orthodoxes ont participé au travail œcuménique de la conférence mondiale Foi et Constitution. Elles ont rejoint en 1961 le COE.
En 1928, le pape Pie XI avait dénoncé avec véhémence dans l’encyclique Mortalium Animos les « panchrétiens qui cherchent à fédérer les Églises ». Pour lui, l’unité des chrétiens ne pouvait être assurée que par le « retour des dissidents à la seule véritable Église du Christ ». Dans la même ligne, l’Instruction sur le mouvement œcuménique, promulguée par le Saint-Office le 20 décembre 1949, avait affirmé que « l’Église catholique possède la plénitude du Christ » et n’a pas à se perfectionner par des apports venant d'autres confessions. Par conséquent, l’Église catholique avait refusé de participer aux premières assemblées du Conseil œcuménique des Églises à Amsterdam (1948) et Evanston (1954) et n’entretenait aucune relation officielle avec les autres Églises chrétiennes.
Avec le concile Vatican II, en 1962, l'Église catholique a infléchi sa position sur le dialogue œcuménique. La réconciliation et la levée des anathèmes entre catholiques et orthodoxes intervinrent en 1965, au dernier jour du concile, avec les déclarations du pape Paul VI et du patriarche Athenagoras Ier. Toutefois, après une quinzaine d'années de « détente », les relations entre les deux Églises se sont à nouveau progressivement tendues, surtout après l'an 2000, avec le recadrage de l'Église catholique par les papes Jean-Paul II et Benoît XVI, et avec l'interdiction de tout prosélytisme catholique dans leur juridiction par des patriarcats comme ceux d'Athènes, Belgrade ou Moscou.
L'Église catholique n'est pas membre du COE pour des raisons doctrinales et parce que, tout en représentant à elle seule plus de fidèles que l'ensemble des autres membres du COE, elle n'aurait droit qu'à une seule voix, comme les autres Églises.

## Critiques
Les critiques du christianisme incluent des critiques portées contre les religions en général et d'autres qui lui sont propres, ainsi que des critiques spécifiques portées contre les différentes Églises chrétiennes. Elles portent sur les doctrines, les pratiques ainsi que sur le rôle historique de la religion chrétienne.
D'un point de vue historique, les reproches émanent parfois des croyants eux-mêmes, qui soulignent le contraste entre une doctrine qui prêche officiellement l'amour du prochain, et des institutions qui ont au fil des siècles soutenu l'esclavagisme, créé l'Inquisition, lancé les croisades et propagé l'antisémitisme.
Du point de vue théologique, les interprétations chrétiennes de la Bible hébraïque sont inconcevables pour les autres peuples du Livre, qui considèrent comme du polythéisme la Trinité, l'idée d'un Dieu incarné en homme ou le culte de Marie (catholicisme et christianisme orthodoxe).
Les critiques philosophiques de la morale chrétienne portent sur sa culpabilisation de la sexualité et sa glorification de la souffrance et de la soumission ainsi que les scandales liés aux abus sexuels.